# Angermünde

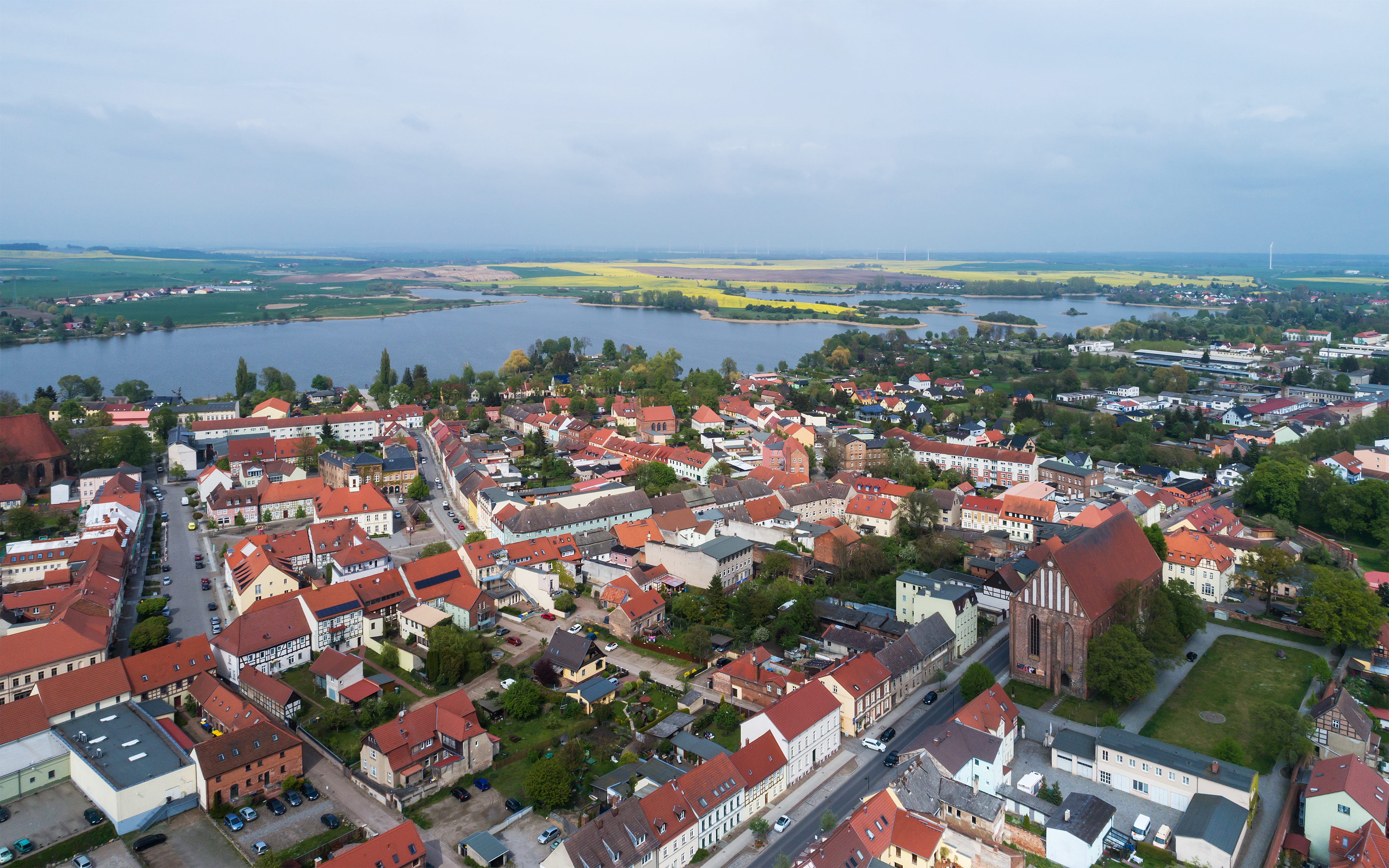
Luftaufnahme der Kernstadt, im Hintergrund der Mündesee

Angermünde (Ausspracheⓘ) ist eine Kleinstadt im Landkreis Uckermark im Land Brandenburg.
Seit 2010 trägt sie das Prädikat staatlich anerkannter Erholungsort.

## Geografie
Angermünde zählt mit rund 324 km² zu den flächengrößten Gemeinden Deutschlands. Dies entspricht etwa der Größe Bremens oder Dresdens.

### Geografische Lage
Die Stadt liegt etwa 80 km nordöstlich von Berlin, in der Uckermark zwischen Schorfheide-Chorin und Oder. Sie bildet den Südosten des Landkreises Uckermark, grenzt im Süden an den Landkreis Barnim und im Osten, in der Gemarkung Stolpe fast an die Republik Polen.

### Stadtgliederung
Neben der Kernstadt besteht Angermünde aus 23 Ortsteilen. Bei den allermeisten handelt es sich um eingegliederte Gemeinden des ehemaligen Amts Angermünde-Land. Eine Besonderheit stellt Greiffenberg dar. Sie war eine der kleinsten Städte Deutschlands und ist heute eine „Stadt in der Stadt“.
| - Altkünkendorf - Biesenbrow - Bölkendorf - Bruchhagen - Crussow - Dobberzin - Frauenhagen - Gellmersdorf | - Görlsdorf - Greiffenberg - Günterberg - Herzsprung - Kerkow - Mürow - Neukünkendorf - Schmargendorf | - Schmiedeberg - Steinhöfel - Stolpe - Welsow - Wilmersdorf - Wolletz - Zuchenberg |

Dazu kommen 40 Wohnplätze mit z. T. eigener Geschichte: Altenhof, Augustenfelde, Ausbau, Ausbau Mürower Straße, Ausbau Pinnower Weg, Ausbau Welsower Weg, Bauernsee, Blumberger Mühle, Breitenteicher Mühle, Friedrichsfelde, Gehegemühle, Glambecker Mühle, Greiffenberg Siedlung, Grumsin, Henriettenhof, Klein Frauenhagen, Leistenhof, Leopoldsthal, Linde, Lindenhof, Louisenhof, Luisenthal, Mürow-Oberdorf, Neu-Günterberg, Neuhaus, Neuhof, Peetzig, Rosinthal, Schäferei, Sonnenhof, Sternfelde, Stolper Mühle, Thekenberg, Waldfried, Waldfrieden, Wilhelmsfelde, Wilhelmshof, Ziethenmühle und Zollende.
Abgegangen sind die Wohnplätze Erichshagen, Heinrichshagen, Kreuz, Krummensee und Siebershof.

### Nachbargemeinden
Angermünde grenzt an folgende Gemeinden (im Uhrzeigersinn, von Norden beginnend): Oberuckersee, Gramzow, Zichow, Schwedt/Oder, Pinnow, Lunow-Stolzenhagen, Parsteinsee, Chorin, Ziethen, Althüttendorf, Joachimsthal, Friedrichswalde, Temmen-Ringenwalde und Flieth-Stegelitz.

### Geologie und Geomorphologie
Der östliche Zipfel erreicht das Untere Odertal, ansonsten gehört die Stadt zum Uckermärkischen Becken- und Hügelland. Die Oberfläche formte die Weichsel-Kaltzeit während des Pommerschen Stadiums. Deren Haupteisrandlage schwingt sich wie ein Rückgrat von Nordwest nach Südost durch die Landschaft. Die Endmoränenhügelkette gilt als markanteste im östlichen Norddeutschen Tiefland. Auf ihr liegt im Grumsiner Forst bei Altkünkendorf der Blocksberg. Er markiert mit 137,4 m die höchste Erhebung in der Uckermark und im gleichnamigen Landkreis. Der wenig östlich gelegene Telegraphenberg (136,4 m) folgt als Nummer Zwei. Zwischen Angermünde und Prenzlau löste sich das zusammenhängende Inlandeis auf. Daher hinterließen die drei nachfolgenden Staffeln, darunter die Angermünder, wesentlich schwächere, nur lückenhaft verfolgbare Endmoränen. Die Kraft reichte jedoch für eine deutliche Ausprägung des Ucker-Beckens.
Der Fennoskandische Eisschild verbrachte zahlreiche massive Findlinge rund um Angermünde, die meisten in den Südwesten, in den Grumsiner Forst. Die Größten messen zirka 18, 16 und 13 m³. Alle Drei bestehen aus Gneis-Granit, Letzterer trägt mit Moosseestein einen Eigennamen. Der granitene Gedenkstein auf dem Dorfplatz von Dobberzin weist ein Volumen von etwa 4 m³ auf. Die Stadt wird von der Märkischen Eiszeitstraße gekreuzt.

### Gewässer

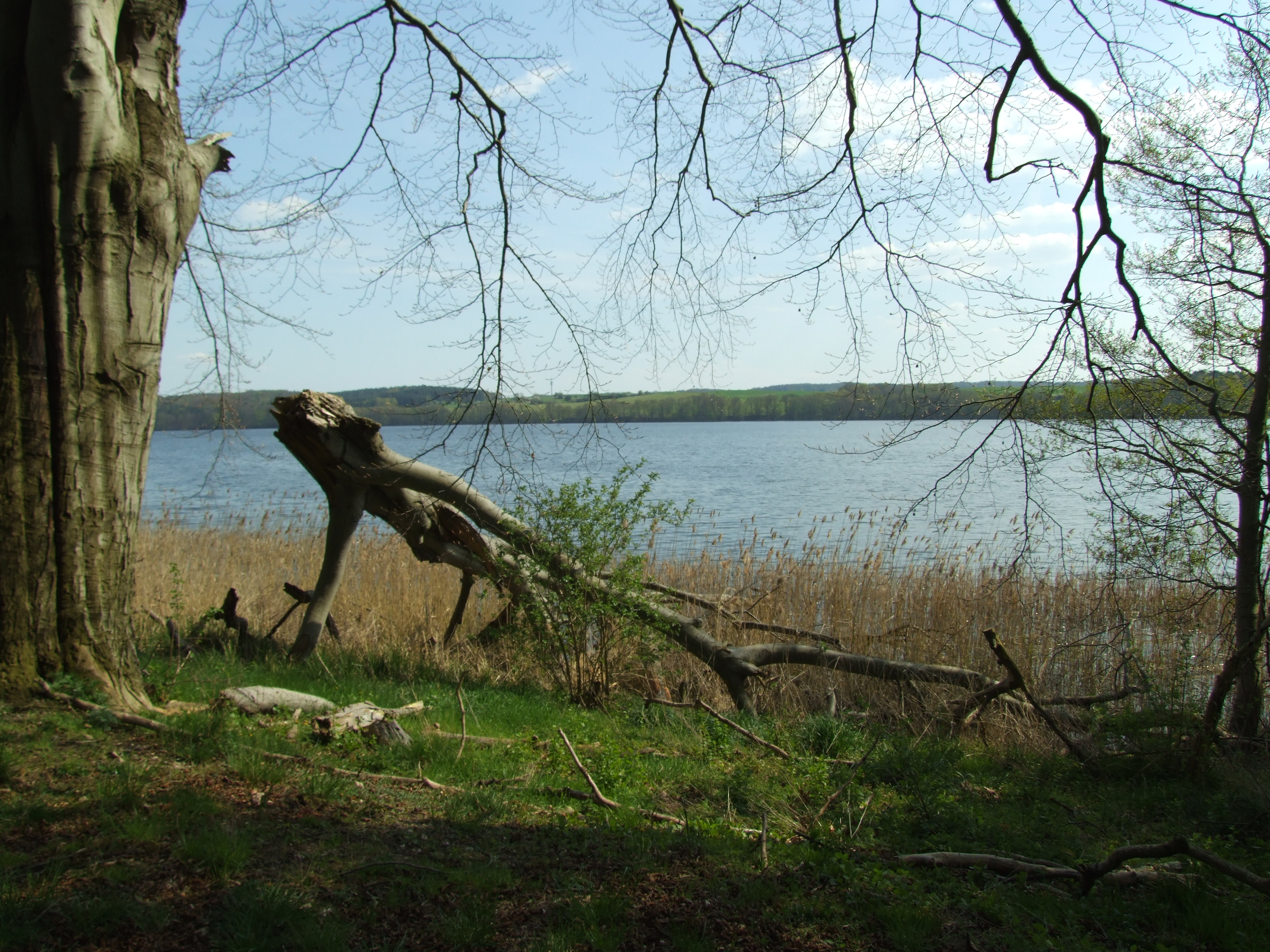
Wolletzsee

Der Kernstadt fehlt ein Fließgewässer. Durch die Eingemeindungen rückte Angermünde im Osten an die Oder, genauer die Hohensaaten-Friedrichsthaler Wasserstraße und im Norden an deren Nebenfluss Welse heran. Das Stadtgebiet bereichern zahlreiche uckermärkische Seen.
| - Brackensee - Dobberziner See - Großer Dabernsee - Großer Grumsinsee - Großer Peetzigsee - Großer Plunzsee | - Heiliger See - Kleiner Peetzigsee - Mudrowsee - Mündesee - Parsteiner See (Nordbecken) - Petschsee (auch Bauernsee) | - Plötzsee - Rosinnsee - Schleisee - Schönebergsee - Schwarzer See - Wolletzsee |

### Naturschutz
Teile des Biosphärenreservats Schorfheide-Chorin liegen im Süden und Westen des Stadtgebiets. Dazu zählt u. a. das Naturschutzgebiet Grumsiner Forst/Redernswalde. Die Endmoränen und kuppigen Grundmoränen bergen zahlreiche, vielfältig entstandene Seen, Moore und Kleingewässer. Knapp westlich von Altkünkendorf lohnt ein Besuch des Naturbeobachtungspunkts Große Wiese. Eine der zwei eingebetteten Kernzonen gehört zu Angermünde. Der Grumsiner Forst ist mit rund 657 ha das größte der Totalreservate. Auf Sand und Geschiebelehm dehnen sich vor allem alte Rotbuchenwälder aus, kommen mehrere Orchideenarten, Trollblume und Sumpfporst vor. Hier leben verschiedene bedrohte Tierarten wie Biber, Fischadler, Fischotter, Graukranich, Schwarzstorch, Seeadler und Uhu. Als naturnahe Bachläufe gelten die Mäander der Welse bei Görlsdorf und der Sernitz bei Greiffenberg. Der Verwaltungssitz des UNESCO-Naturerbes zog 2001 von Eberswalde nach Angermünde.
Der Süden des Nationalparks Unteres Odertal reicht über Stolpe hinaus.

## Geschichte

### Herkunft des Ortsnamens
Anno 1263 erschien Henricus de Angermunde (CDB, Hauptteil A, Band XIII, Urkunde CCXXVII, S. 482), der Bürger von Stettin bezeugte eine Urkunde. Die Märkische Fürstenchronik sprach 1267 von Novin-Tangermunde. Die Schreibweisen Neuen Angermünde im Jahr 1286, Nova Angermunde 1292 und Nien Angermunde 1305 ließen die Herkunft des Eigennamens noch erkennen. Zuvor hieß 1273 ein Kleriker Johannes dictus de angermunde (CDB, Hauptteil A, Band XI, Urkunde XI, S. 8–9). 1277 vermerkte Amtsinhaber Walterus prefectus in Angermünde (CDB, Hauptteil A, Band XIII, Urkunde XXV, S. 220–221). Dann folgte 1286, 1287, 1296, 1305 usw. jeweils die Variante Angermunde.
Der Ortsname wurde vom altmärkischen, an der Mündung des Tanger in die Elbe gelegenen Tangermünde übertragen. Der deutsche Flussname steht für ein ‚frisches, kräftig fließendes Wasser‘. Zur Unterscheidung diente zeitweilig der Zusatz Neu. Bald geriet der Zusammenhang in Vergessenheit. Das t wurde als to ‚zu‘, also ‚T(o) Angermünde‘ angesehen und das Gemeinwort Anger hineingedeutet. Der anlautende Buchstabe fiel daher weg.

### Mittelalter

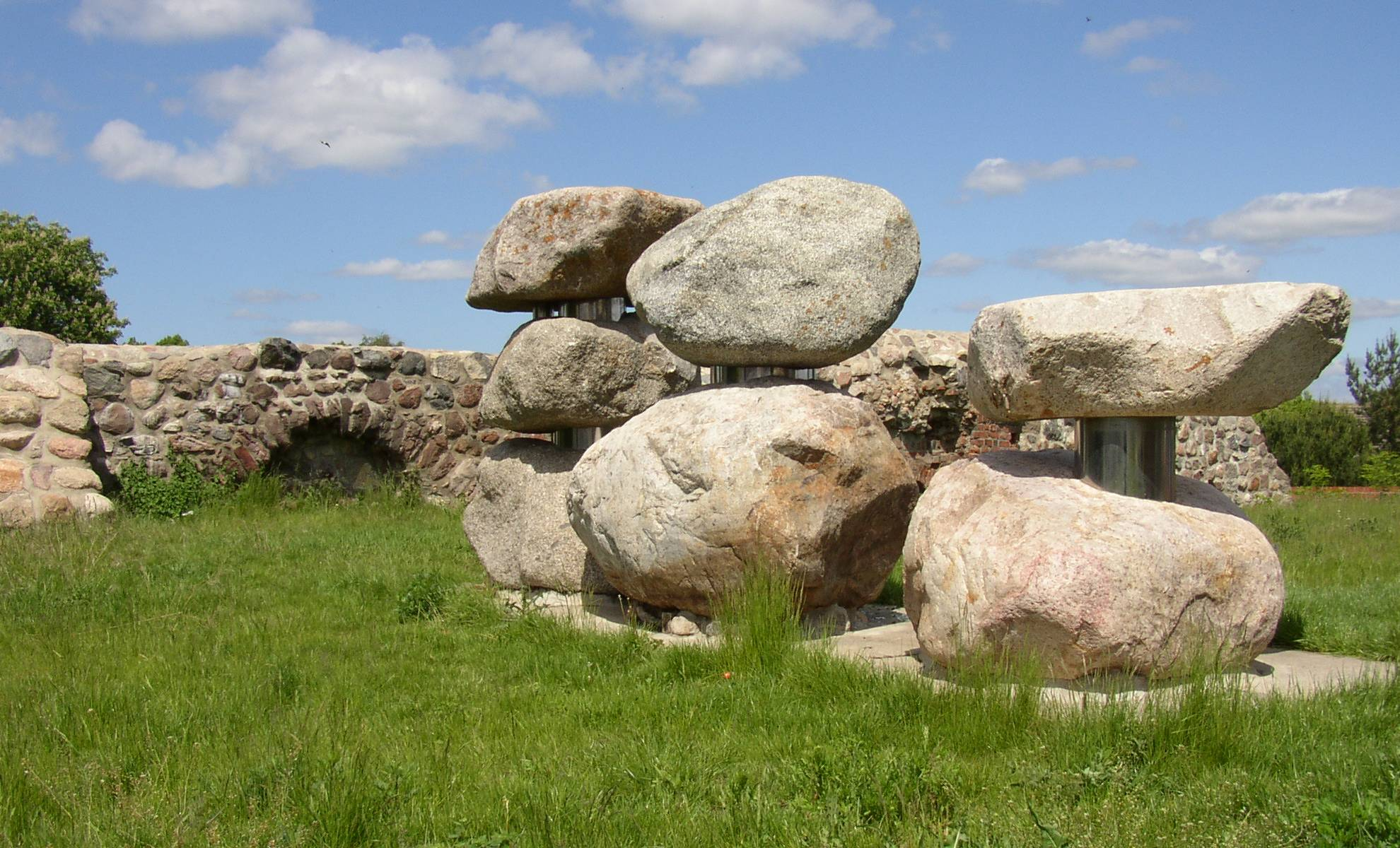
Ruinenhügel der Burg

Zwischen 1210 und 1230 entstand an einer Kreuzung von Handelsstraßen eine Burg, die den neuen deutschen Siedlern Schutz bot. Ebenfalls 1210 wurde die erste Feldsteinkirche (Marienkirche) gebaut. Zwischen 1245 und 1250 entstand die erste Franziskaner-Klosterkirche aus Feldsteinen, die im 15. Jahrhundert aus Backsteinen erneuert wurde. Neun Jahre nach der Verleihung des Stadtrechts durch Markgraf Johann I. 1254, wurde Angermünde 1293 das erste Mal urkundlich erwähnt. 1313 folgte ein allodialer Erwerb aller Seen im Land Stolpe, welche zuvor Griffike von Greiffenberg und Zabel von Badelo gehörten. In der Schlacht von Angermünde 1420 besiegten die Brandenburger die Pommern.

### Neuzeit
Im Jahr 1817 wurde Angermünde Kreisstadt des Landkreises Angermünde in der preußischen Provinz Brandenburg. 1842 bekam die Stadt einen Bahnanschluss durch die Berlin-Stettiner Eisenbahn, gefolgt von der Gründung des Gestüts Görlsdorf im Jahr 1883. Am 13. September 1891 wurde an der Westseite des Marktplatzes ein Kriegerdenkmal für die Gefallenen der Einigungskriege nach einem Entwurf von Albert Manthe feierlich enthüllt. Die beiden Standbilder auf dem Sockel stellten die Kaiser Wilhelm I. und Friedrich III. dar; die Gruppe der beiden Kaiser wurde 1893 für die Kriegerdenkmäler in Solingen-Ohligs und Weißwasser wiederholt.
In der Pogromnacht 1938 wurde die Synagoge in der Klosterstraße niedergebrannt. Auch der jüdische Friedhof an der Puschkinallee wurde zerstört. Gegen Ende des Zweiten Weltkriegs wurden am 22. Februar 1945 drei deutsche Soldaten als Wehrmachtsdeserteure gehenkt. Seit 1965 erinnert im Friedenspark ein Gedenkstein an sie. Kurze Zeit später liefen am 27. April 1945 der Bäckermeister Miers und der Juwelier Nölte auf der Straße nach Schwedt den anrückenden sowjetischen Truppen entgegen und übergaben nach kurzen Verhandlungen kampflos die Stadt. Angermünde blieb dadurch von Kriegszerstörungen verschont. Das Kriegerdenkmal auf dem Marktplatz musste jedoch auf Befehl der sowjetischen Besatzungsmacht von zwangsverpflichteten deutschen Helfern noch im selben Jahr abgerissen werden.
1952 bis 1990 war Angermünde Kreisstadt des Kreises Angermünde im DDR-Bezirk Frankfurt (Oder), dann im Land Brandenburg. Seit der Kreisreform in Brandenburg im Jahr 1993 gehört die Stadt zum Landkreis Uckermark.

### Stadtburg Angermünde (Burgruine)
Die Reste der Stadtburg von Angermünde befinden sich an den Straßen Schloßwall, Seestraße, Ring und Prenzlauer Straße.
Um 1900 erwähnt der Burgenforscher Otto Piper in seinem Standardwerk "Burgenkunde"  einen achteckigen Bergfried für die brandenburgische Burg Angermünde.
Zwischen 1210 und 1230 entstand hier an einer Kreuzung von Handelsstraßen eine Burg, die den neuen deutschen Siedlern Schutz bot.
Anno 1263 erschien Henricus de Angermunde (CDB, Hauptteil A, Band XIII, Urkunde CCXXVII, S. 482), der Bürger von Stettin bezeugte eine Urkunde.

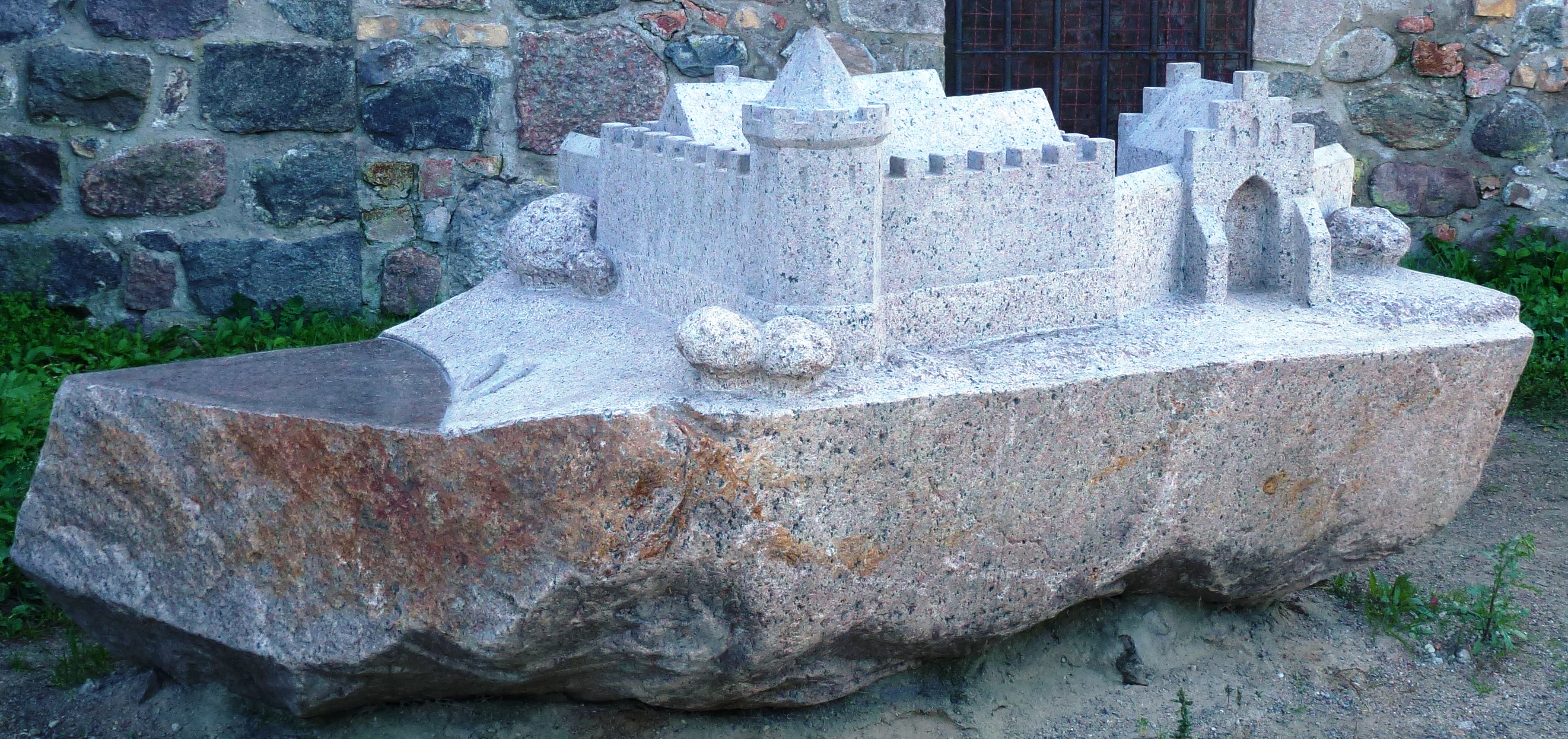
Burgmodell (an der Prenzlauer Straße)
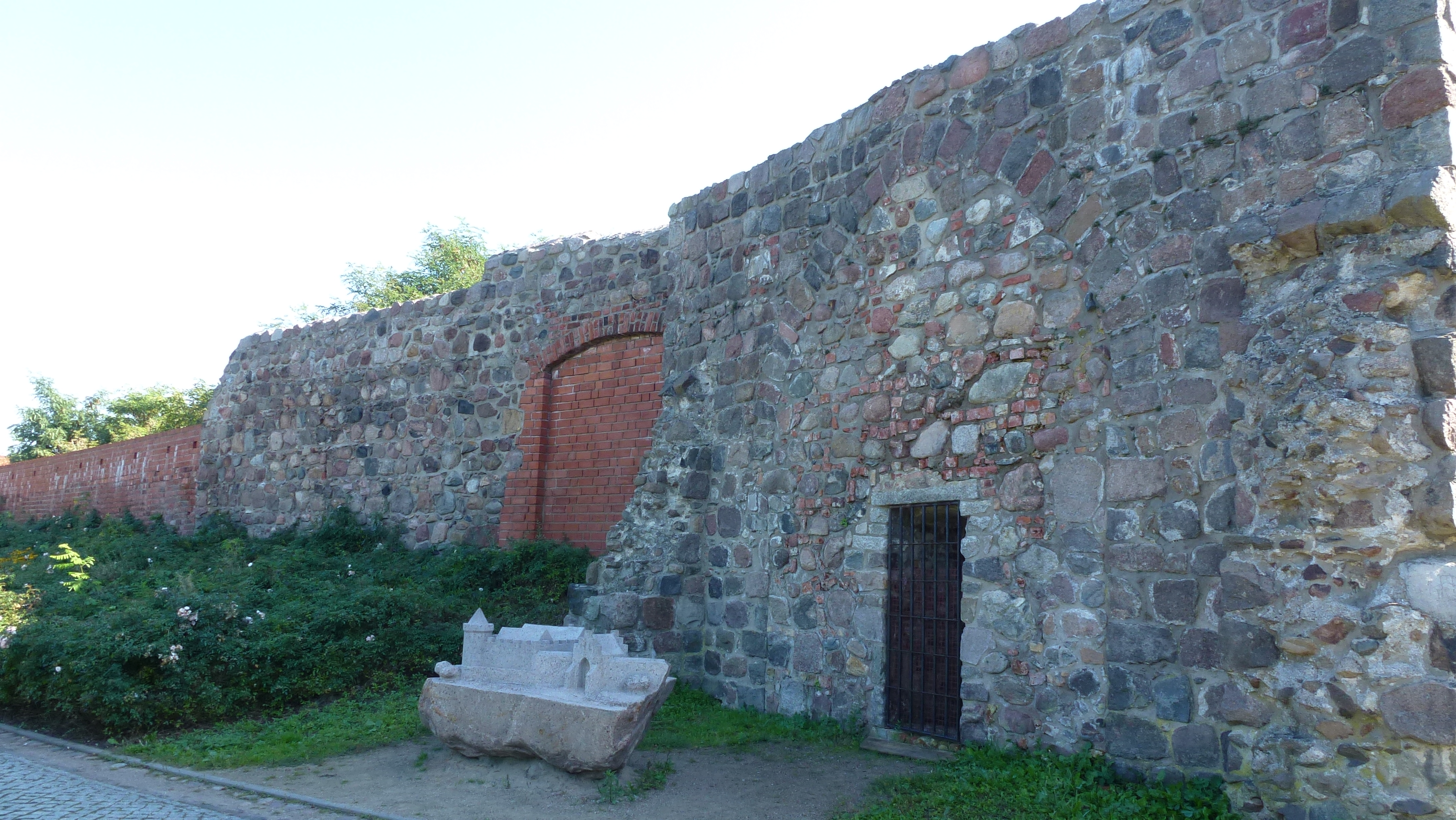
Burgreste mit Torhaus
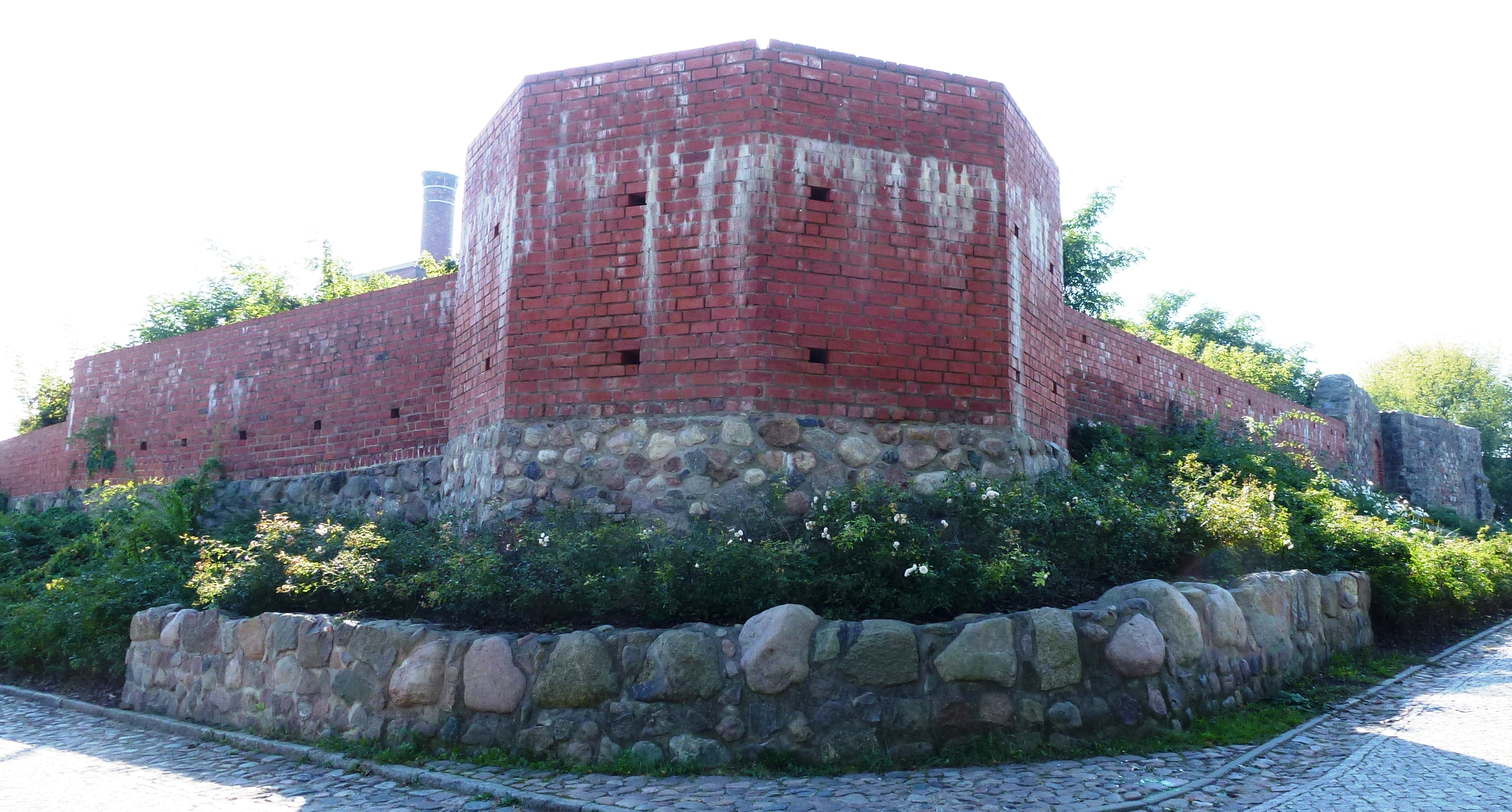
Achteckiger Bergfried oder sonstiger Burgturm

### Eingemeindungen
Im Jahr 1841 wurde Zuchenberg eingemeindet, es folgten Dobberzin zum 1. Januar 1974 und Altkünkendorf zum 31. Dezember 2000.
Zum 26. Oktober 2003 kamen fast alle Gemeinden des Amtes Angermünde-Land hinzu: Altkünkendorf, Biesenbrow, Bölkendorf, Bruchhagen, Crussow, Frauenhagen, Gellmersdorf, Görlsdorf, Greiffenberg, Günterberg, Herzsprung, Kerkow, Mürow, Neukünkendorf, Schmargendorf, Schmiedeberg, Steinhöfel, Stolpe, Welsow, Wilmersdorf und Wolletz, aber nicht Polßen.
Zuvor waren noch Obergreiffenberg nach Greiffenberg zum 1. Januar 1928 und Neuhaus nach Steinhöfel zum 1. Januar 1957 eingemeindet worden.

## Bevölkerungsentwicklung
| Jahr | Einwohner |
| ---- | --------- |
| 1875 | 6 601     |
| 1890 | 6 712     |
| 1910 | 8 151     |
| 1925 | 8 755     |
| 1933 | 9 022     |
| 1939 | 9 476     |

| Jahr | Einwohner |
| ---- | --------- |
| 1946 | 10 813    |
| 1950 | 11 928    |
| 1964 | 12 327    |
| 1971 | 11 785    |
| 1981 | 11 870    |
| 1985 | 11 752    |

| Jahr | Einwohner |
| ---- | --------- |
| 1990 | 11 347    |
| 1995 | 10 307    |
| 2000 | 10 015    |
| 2005 | 15 276    |
| 2010 | 14 360    |
| 2015 | 13 805    |

| Jahr | Einwohner |
| ---- | --------- |
| 2020 | 13 637    |
| 2021 | 13 696    |
| 2022 | 14 225    |
| 2023 | 14 306    |
| 2024 | 14 233    |

Gebietsstand des jeweiligen Jahres, Einwohnerzahl: Stand 31. Dezember (ab 1991), ab 2011 auf Basis des Zensus 2011, ab 2022 auf Basis des Zensus 2022
Das starke Bevölkerungswachstum 2005 ist auf die Eingemeindung von 20 davor selbstständigen Gemeinden im Jahr 2003 zurückzuführen.

## Politik

### Stadtverordnetenversammlung
Die Stadtverordnetenversammlung von Angermünde besteht aus 22 Stadtverordneten und der hauptamtlichen Bürgermeisterin als stimmberechtigtem Mitglied. Die Kommunalwahl am 9. Juni 2024 führte bei einer Wahlbeteiligung von 68,9 % zu folgendem Ergebnis:
| Partei / Wählergruppe                                         | Stimmenanteil 2019 | Sitze 2019 |  | Stimmenanteil 2024 | Sitze 2024 |
| ------------------------------------------------------------- | ------------------ | ---------- |  | ------------------ | ---------- |
| AfD                                                           | –                  | –          |  | 25,5 %             | 6          |
| SPD                                                           | 26,0 %             | 6          |  | 15,6 %             | 3          |
| CDU                                                           | 15,9 %             | 3          |  | 12,6 %             | 3          |
| Die Linke                                                     | 15,3 %             | 3          |  | 11,7 %             | 3          |
| Freie Wählergemeinschaft Angermünde (FWG)                     | 07,1 %             | 2          |  | 11,5 %             | 3          |
| Ländliche Bürgergemeinschaft Angermünde (LBG)                 | 14,5 %             | 3          |  | 10,1 %             | 2          |
| Bündnis 90/Die Grünen                                         | 07,4 %             | 2          |  | 04,3 %             | 1          |
| Einzelbewerberin Maxi Sommerschuh                             | –                  | –          |  | 04,8 %             | 1          |
| FDP                                                           | 03,3 %             | 1          |  | 01,8 %             | –          |
| Bürgerbündnis Uckermark für Vernunft und Gerechtigkeit (BfVG) | –                  | –          |  | 02,1 %             | –          |
| Wählergruppe Angermünde Mitte                                 | 05,5 %             | 1          |  | –                  | –          |
| Einzelbewerberin Michelle Diebetz                             | 02,6 %             | 1          |  | –                  | –          |
| Einzelbewerberin Skadi Hempel                                 | 01,3 %             | –          |  | –                  | –          |
| Einzelbewerber Patrick Schulz                                 | 01,2 %             | –          |  | –                  | –          |
| Insgesamt                                                     | 100 %              | 22         |  | 100 %              | 22         |

### Bürgermeister
- 1989–1998: Wolf-Hugo Just[35]
- 1998–2016: Wolfgang Krakow (SPD)[36]

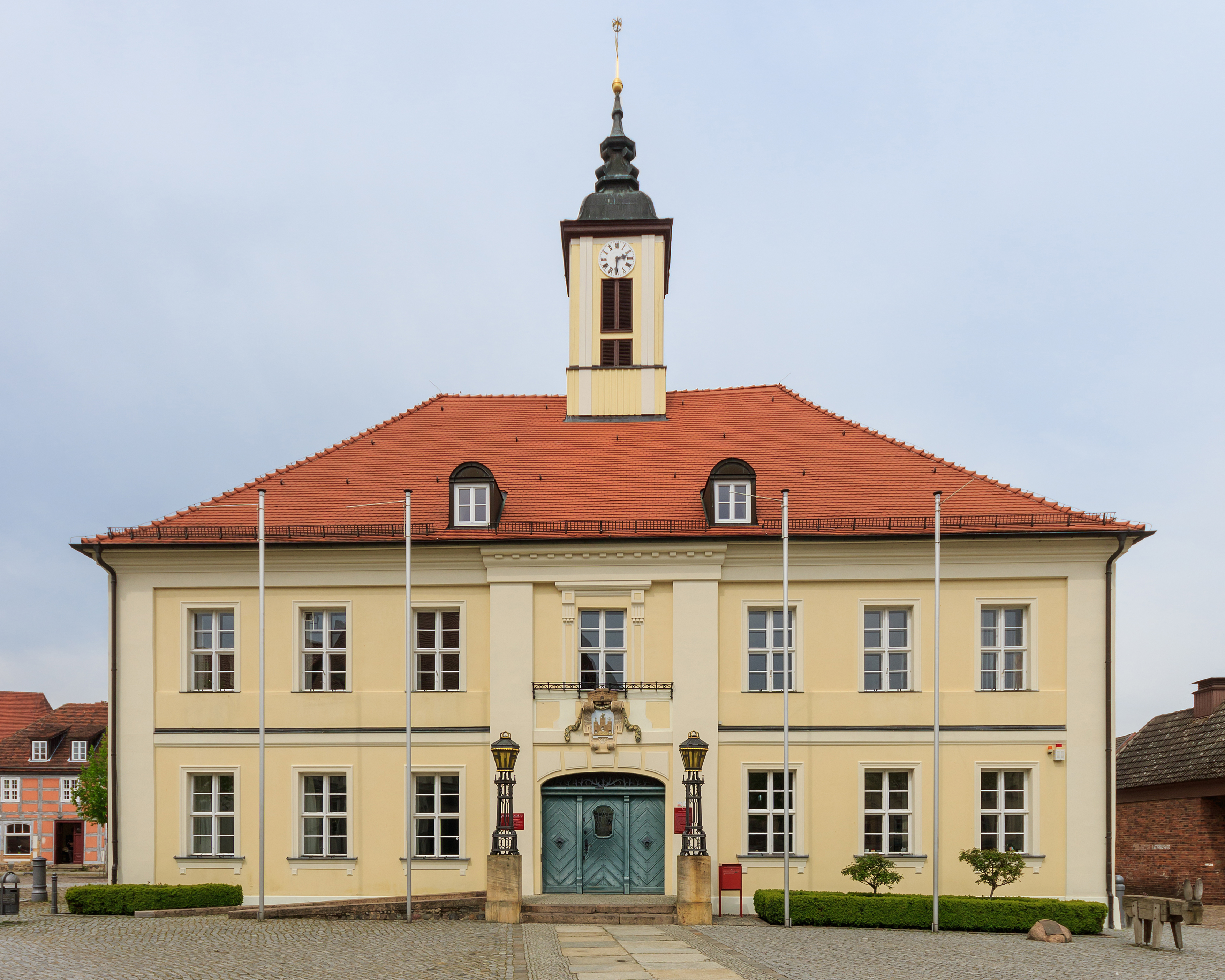
Rathaus

- 2016–2024: Frederik Bewer (parteilos)
- seit 2024: Ute Ehrhardt (parteilos)

Frederik Bewer war in der Bürgermeisterstichwahl am 8. Mai 2016 mit 95,3 % der gültigen Stimmen für eine Amtszeit von acht Jahren gewählt worden. Sein Gegenkandidat Olaf Theiß (SPD) war zur Stichwahl nicht mehr angetreten.
Ute Ehrhardt wurde bei der Stichwahl am 30. Juni 2024 mit 51,8 % der gültigen Stimmen gewählt. Ihr Gegenkandidat war der amtierende Bürgermeister Frederik Bewer. Ihre Amtszeit beträgt acht Jahre.

### Wappen
| Wappen von Angermünde | Blasonierung: „In Silber über vier blauen Wellen eine rote Burg mit drei bezinnten Türmen; aus dem größeren Mittelturm wächst ein goldenes Hifthorn blasender grüngekleideter Jäger, das offene Tor ist mit einem goldenen Hirschkopf belegt; auf dem rechten Seitenturm ist ein blauer Spangenhelm mit drei grünen Pfauenfedern, auf dem linken Seitenturm ein roter Adler angebracht.“ |
| Wappen von Angermünde | Wappenbegründung: Das mehrmals veränderte Wappen der Stadt ging aus verschiedenen Siegeln hervor, dessen ältestes, allerdings sehr schlecht erhaltenes, aus dem Jahre 1292 stammt. Ein vorzüglicher Abdruck des gleichen Stempels befindet sich an einer Urkunde des Klosters Chorin aus dem Jahre 1316. Zeitweilig waren im Wappen von Angermünde die brandenburgischen Hoheitssymbole (roter Adler und Helm mit schwarzem Adlerflug), durch die pommerschen ersetzt (roter Greif und Helm mit Pfauenfedern). Die heutige Wappenform wurde 1976 angenommen und bringt durch Kombination des pommerschen Helms mit dem brandenburgischen Adler die wechselvolle Geschichte der Stadt zum Ausdruck. Ähnliche Darstellungen waren jedoch bereits seit der zweiten Hälfte des 19. Jahrhunderts in Gebrauch. Um den Hirsch rankt sich eine Sage: Einst soll ein stattlicher Hirsch auf der Flucht vor Jägern durch den Mündesee geschwommen und durch das Stadttor bis zum Marktplatz gelangt sein, wo er dann erlegt wurde. Das Wappen wurde am 3. Januar 1995 durch das Ministerium des Innern genehmigt. |

„…Früher war Angermünde von wildreichen Wäldern umgeben, und häufig zogen die Burgherren mit ihren Helfern auf die Jagd. Einmal hatten sie einen stattlichen Hirsch von morgens an gehetzt, aber ohne Erfolg. Erst am Abend gelang es, ihn am Ufer des Mündesees einzukreisen. In seiner Verzweiflung sprang das Tier ins Wasser und schwamm auf die Stadt zu, wo das Wasser bis dicht an die Stadtmauer stand. Dort lief der Hirsch an Land und durch das offene Tor. Auf dem Marktplatz war er mit seinen Kräften am Ende und ließ sich ergreifen. Damit war die Jagd beendet. Ein Jäger eilte zum Tor und blies vom Turm das Halali. Zur Erinnerung wurde der schwimmende Hirsch ins Stadtwappen aufgenommen.“

### Flagge
„Die Flagge ist Rot - Weiß - Rot (1:4:1) gestreift und mittig mit dem Stadtwappen belegt.“

### Dienstsiegel
Das Dienstsiegel zeigt das Wappen der Stadt mit der Umschrift STADT ANGERMÜNDE • LANDKREIS UCKERMARK.

### Städtepartnerschaften
- Espelkamp in Nordrhein-Westfalen
- Lügde in Nordrhein-Westfalen
- Strzelce Krajeńskie in Polen
- Żurrieq auf Malta

## Sehenswürdigkeiten und Kultur

### Bauwerke
In der Liste der Baudenkmale in Angermünde stehen die in der Denkmalliste des Landes Brandenburg eingetragenen Baudenkmale.

#### Altstadt
Das historische Erscheinungsbild der Altstadt blieb weitgehend erhalten. Angermünde ist Mitglied der Arbeitsgemeinschaft „Städte mit historischen Stadtkernen“ im Land Brandenburg. Das 1990 ins Leben gerufene Sanierungsprogramm lief 2007 aus. Bis auf wenige Ausnahmen sind alle Gebäude in der Innenstadt saniert. Unter ihnen dominieren das Franziskaner-Kloster und die Sankt-Marien-Kirche.
- Stadtpfarrkirche Sankt Marien, gotische, dreischiffige Hallenkirche, teilweise ausgemalt (evangelisch-uniert)
- Rathaus, zweigeschossiger verputzter Bau mit barocker Fassade, entstand 1699 auf den Fundamenten eines gotischen Vorgängers. Der ursprünglich fünfachsige Bau wurde 1711 und 1712 um zwei weitere Achsen erweitert. In den Jahren 1992 bis 1999 erfolgte eine umfangreiche Sanierung. Vor dem Gebäude befindet sich ein Brunnen des Künstlers Christian Uhlig. Er gewann im Zuge der Neugestaltung des Marktes 1994 den Wettbewerb Marktbrunnen Angermünde.
- Ratswaage, 1752 errichtet, um große Waren wie Wollballen mit Hilfe der Ratswaage zu wiegen. Seit dem Jahr 2000 ist sie Sitz der Tourismusinformation.
- Franziskaner-Klosterkirche Peter und Paul
- Pulverturm mit Stadtmauer
- Reste der ehemaligen Stadtburg (Anfang 13. Jahrhundert errichtet) in der Nordwestecke der Stadt
- Heilig-Geist-Kapelle (15. Jahrhundert, dreijochige Saalkirche mit Sterngewölbe)
- Martinskirche, erbaut 1854 (Altlutheraner, heute SELK)
- Katholische Pfarrkirche Mariä Himmelfahrt Angermünde[45]

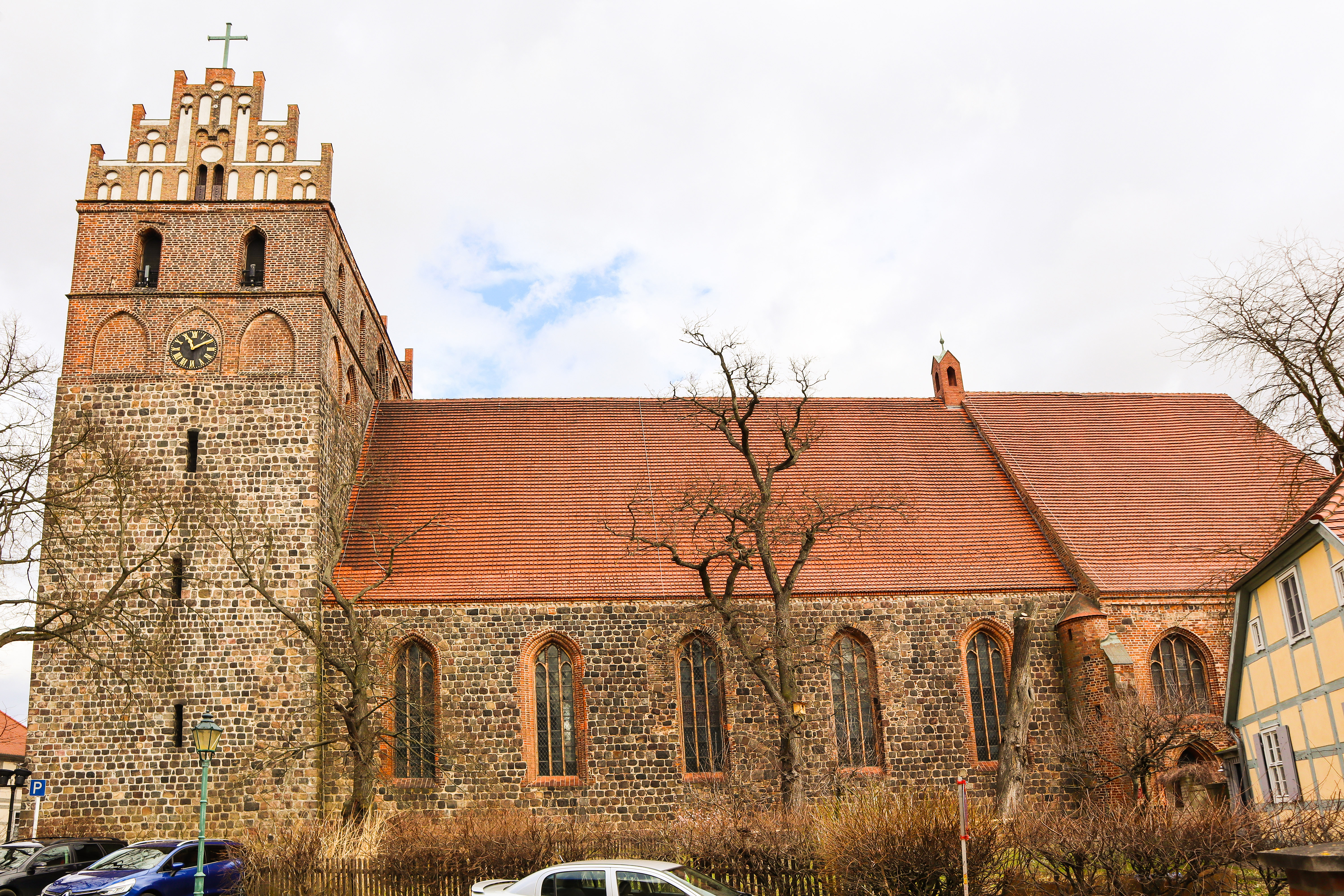
Stadtpfarrkirche St. Marien
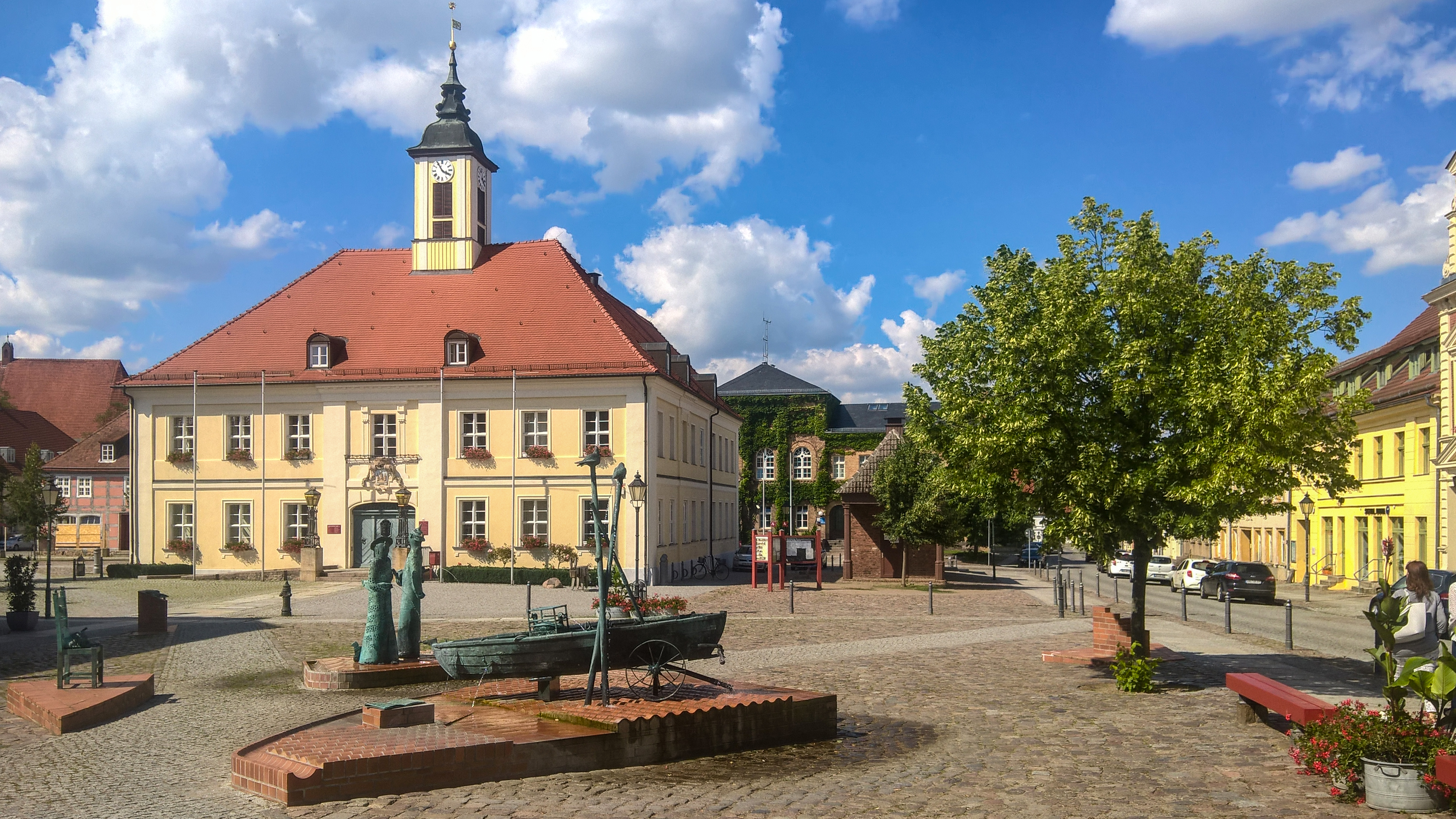
Marktplatz mit Rathaus
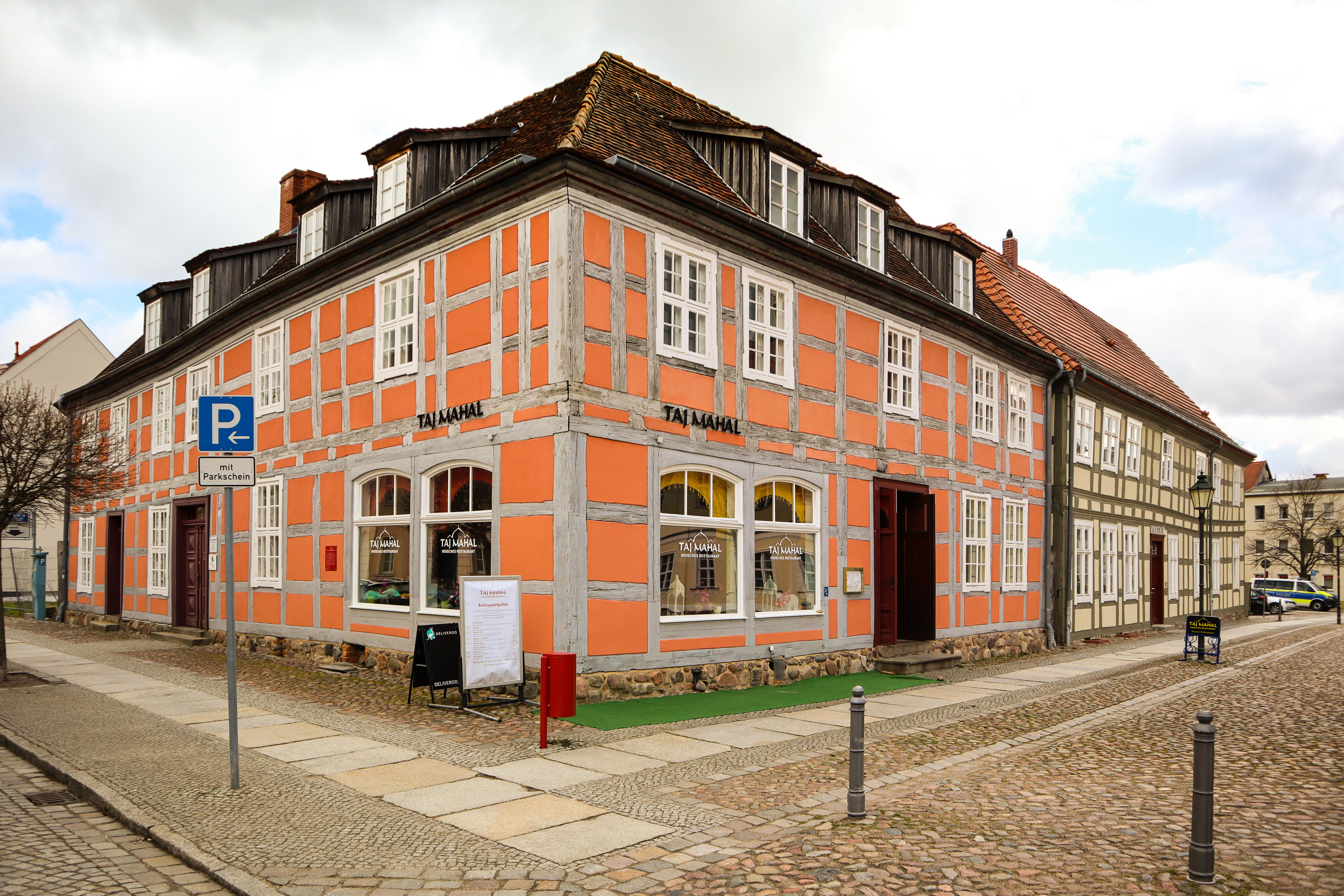
Fachwerkhaus am Markt
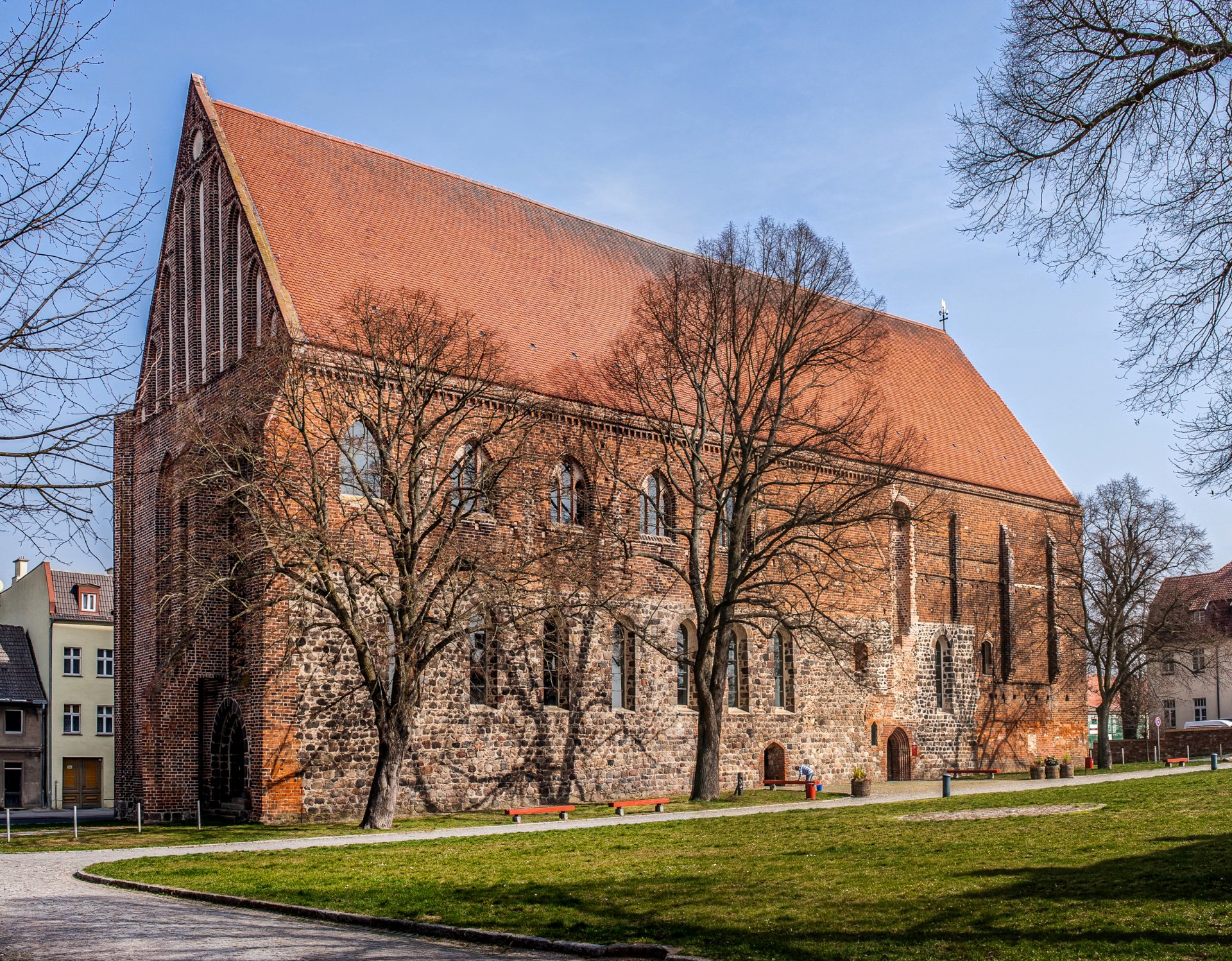
Franziskaner-Klosterkirche Peter und Paul
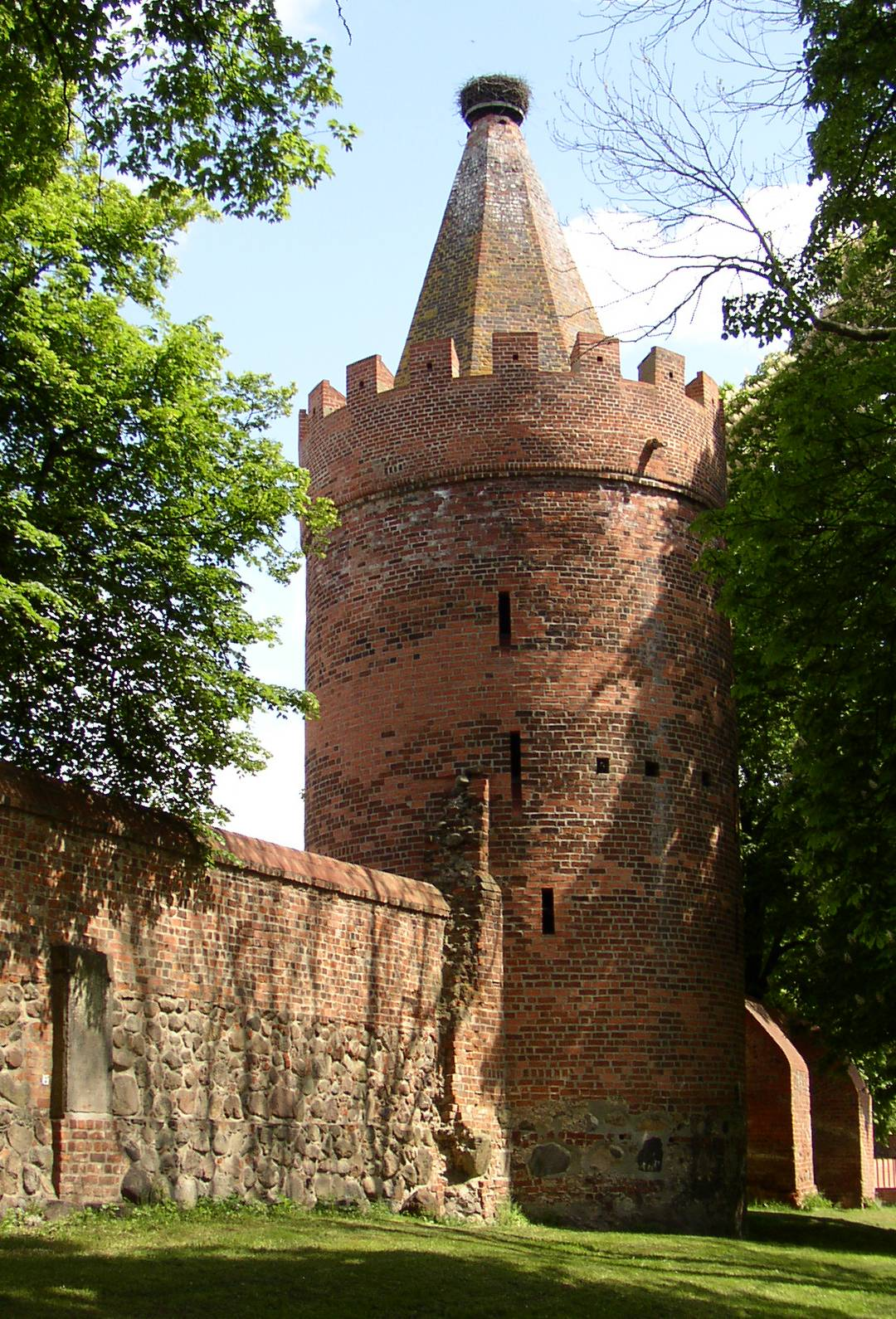
Pulverturm
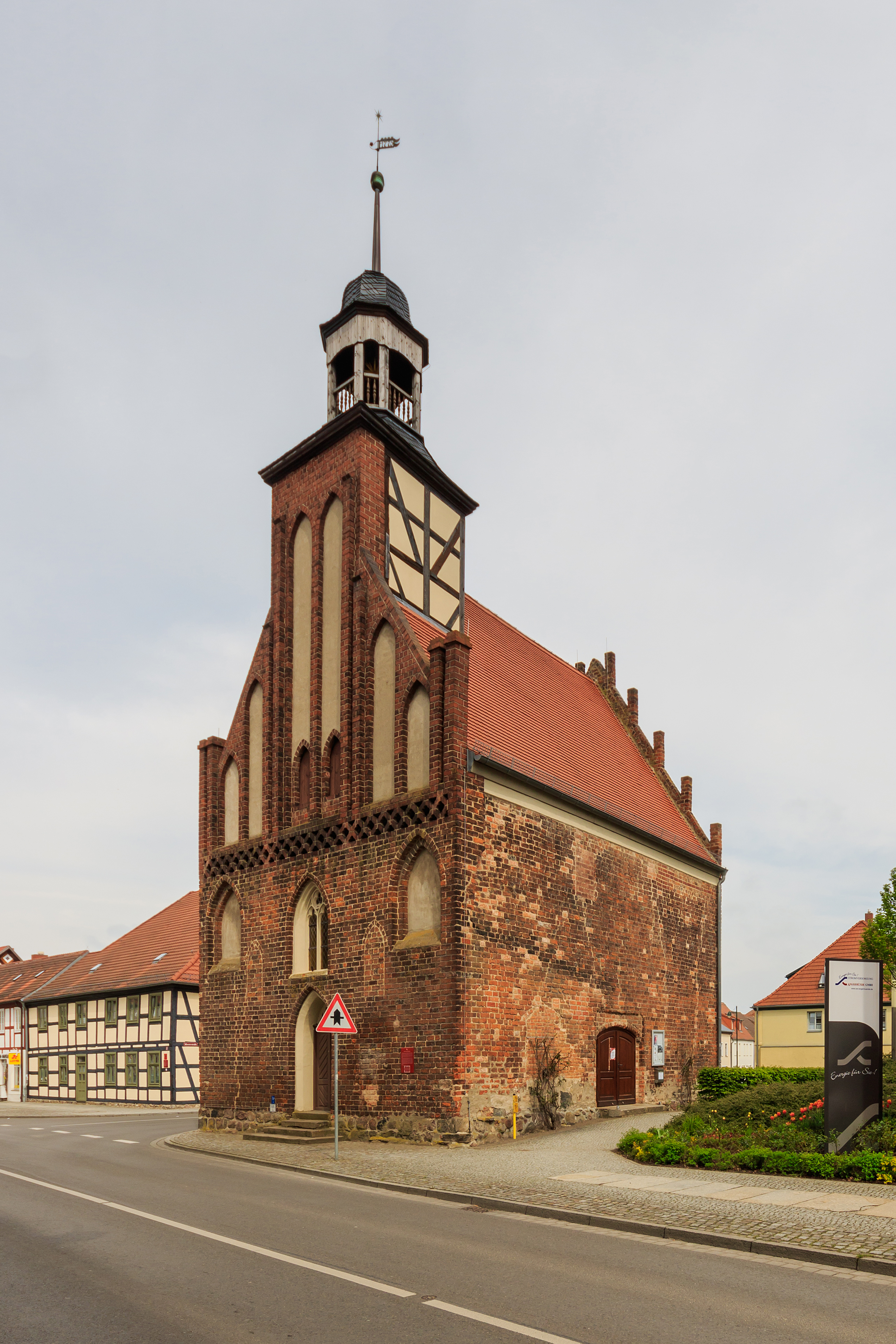
Heilig-Geist-Kapelle
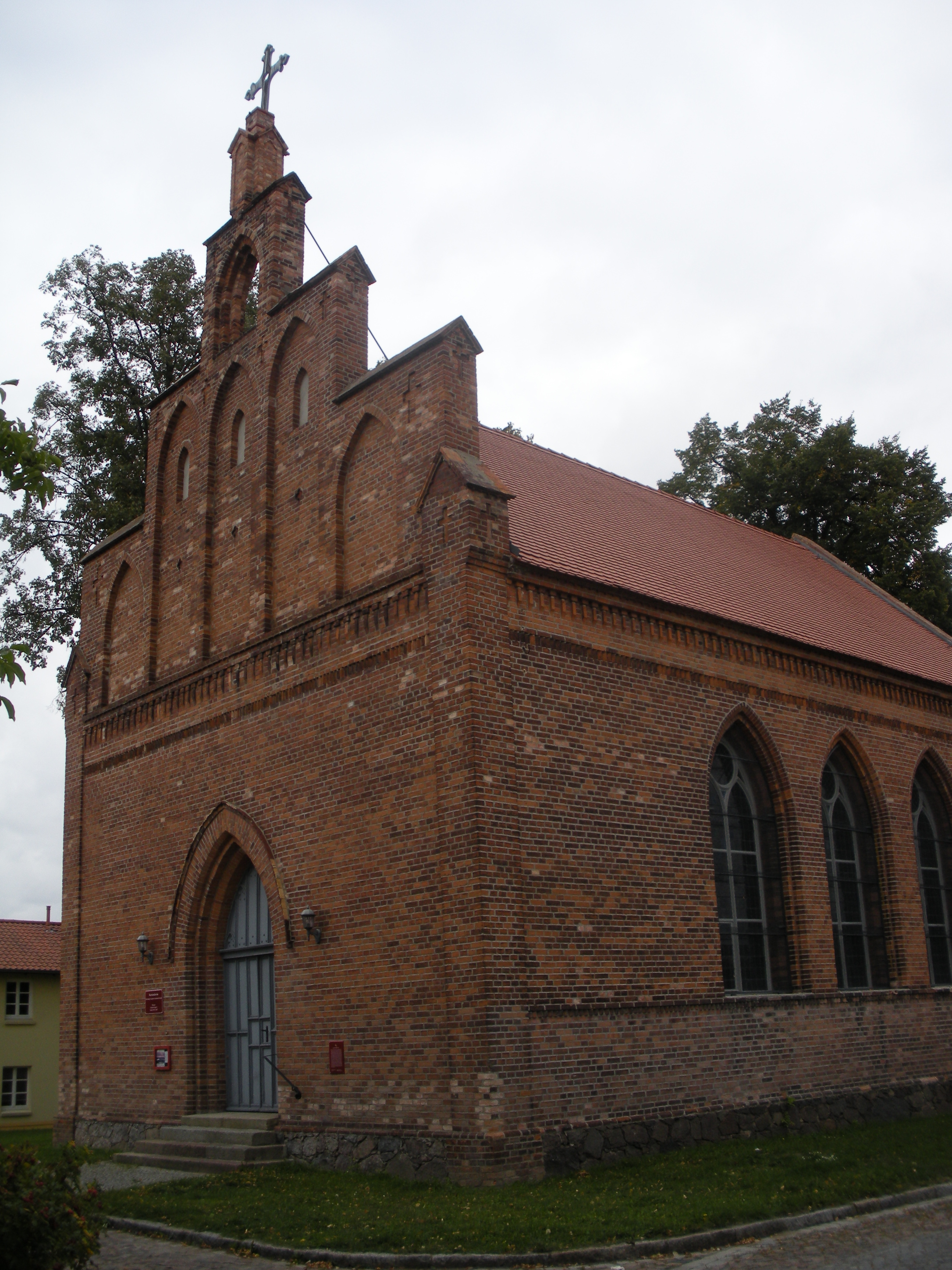
Martinskirche
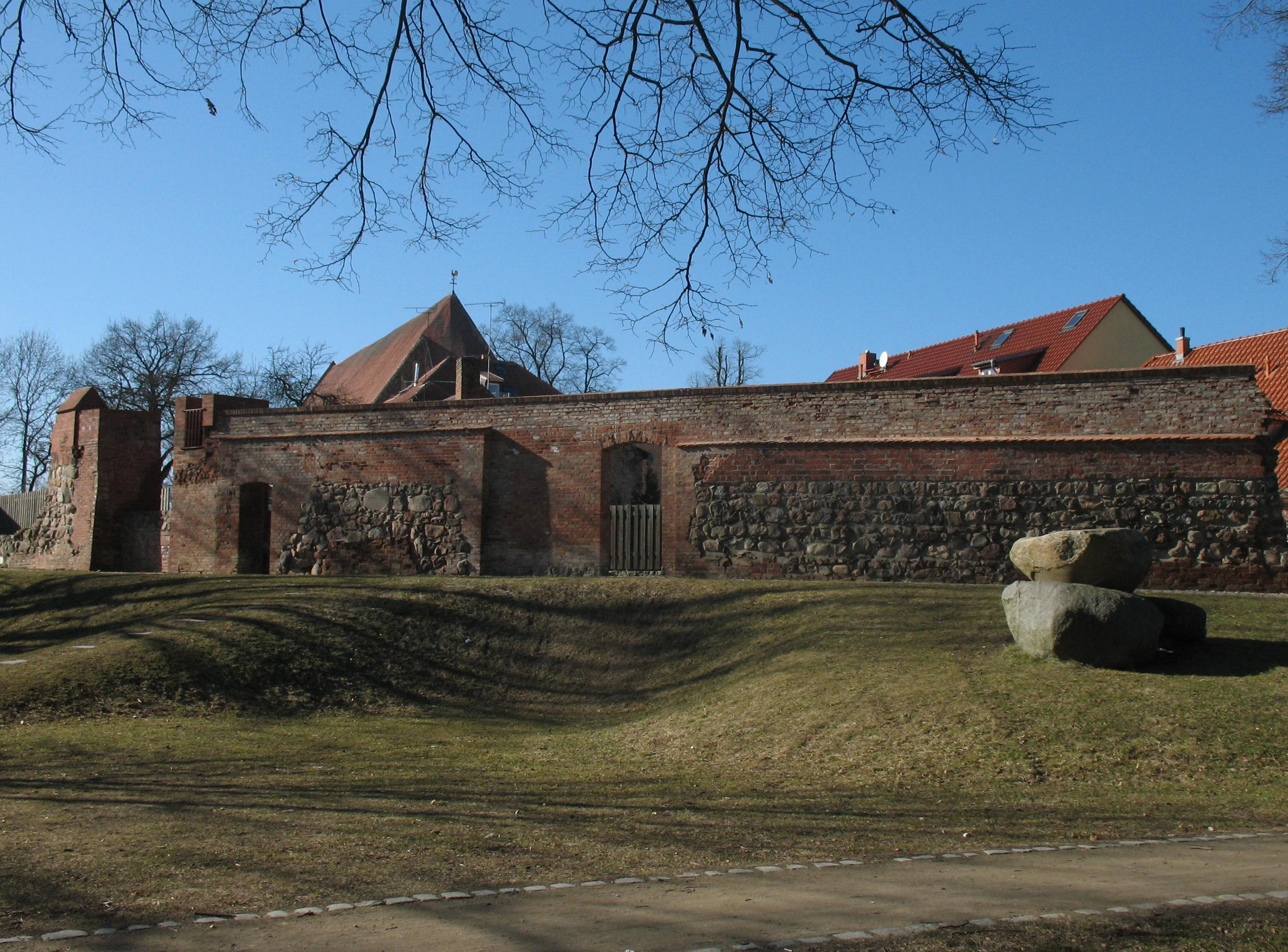
Stadtmauer am Kaisergarten
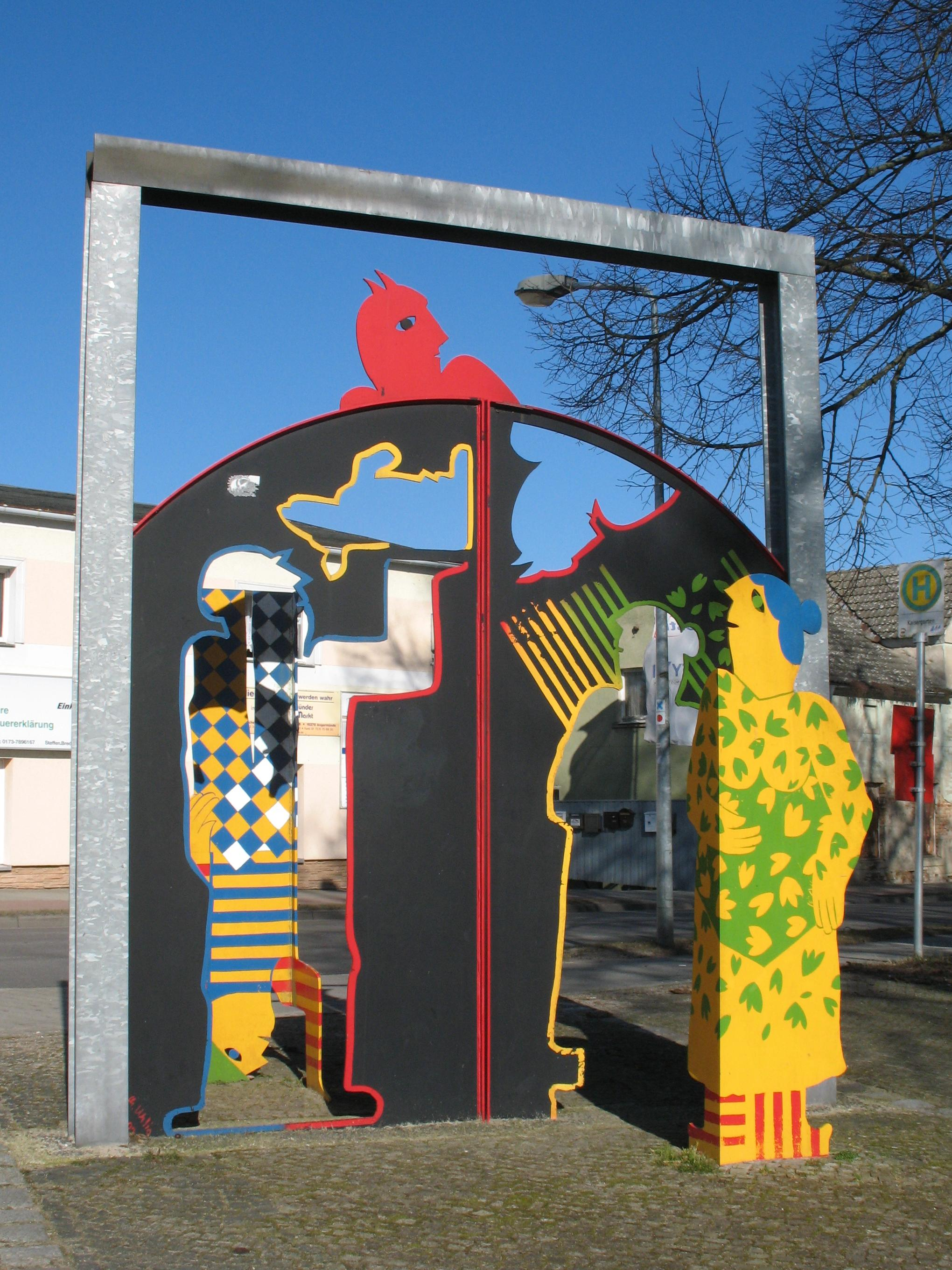
„GeschlossenOffen“ von Christian Uhlig

#### Vorstädte
- Alte Mälzerei

#### Eingemeindetes Umland
- Burg Greiffenberg
- Burg Stolpe
- Blumberger Mühle
- Einige mehr oder weniger restaurierte Gutshäuser, z. B.:
  - Altkünkendorf
  - Kerkow
  - Mürow
- Mehrere Dorfkirchen:
  - Bölkendorf
  - Dobberzin
  - Frauenhagen
  - Greiffenberg
  - Gellmersdorf
  - Mürow
  - Welsow
- Fernmeldeturm Angermünde (bei Altkünkendorf)

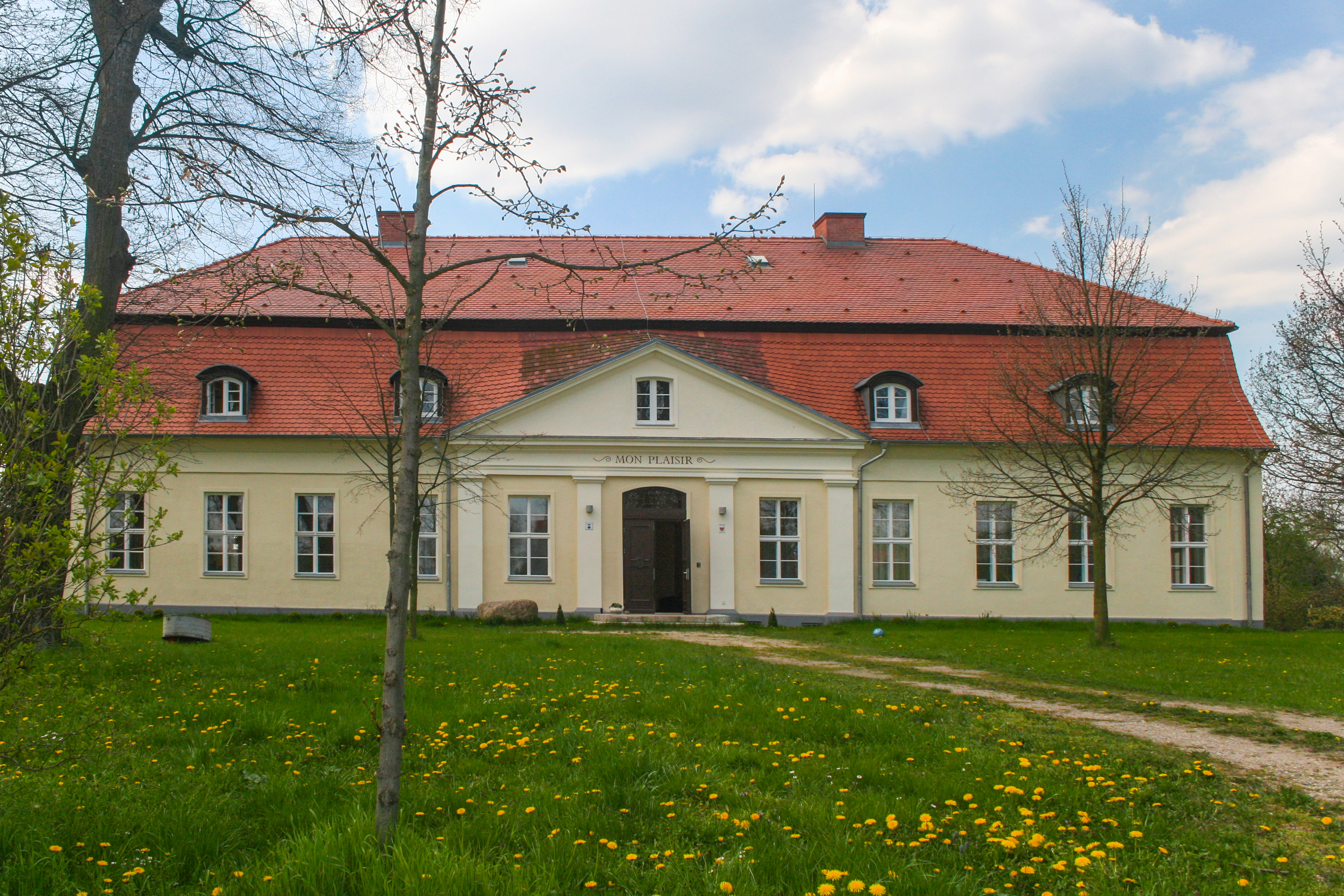
Gutshaus Altkünkendorf
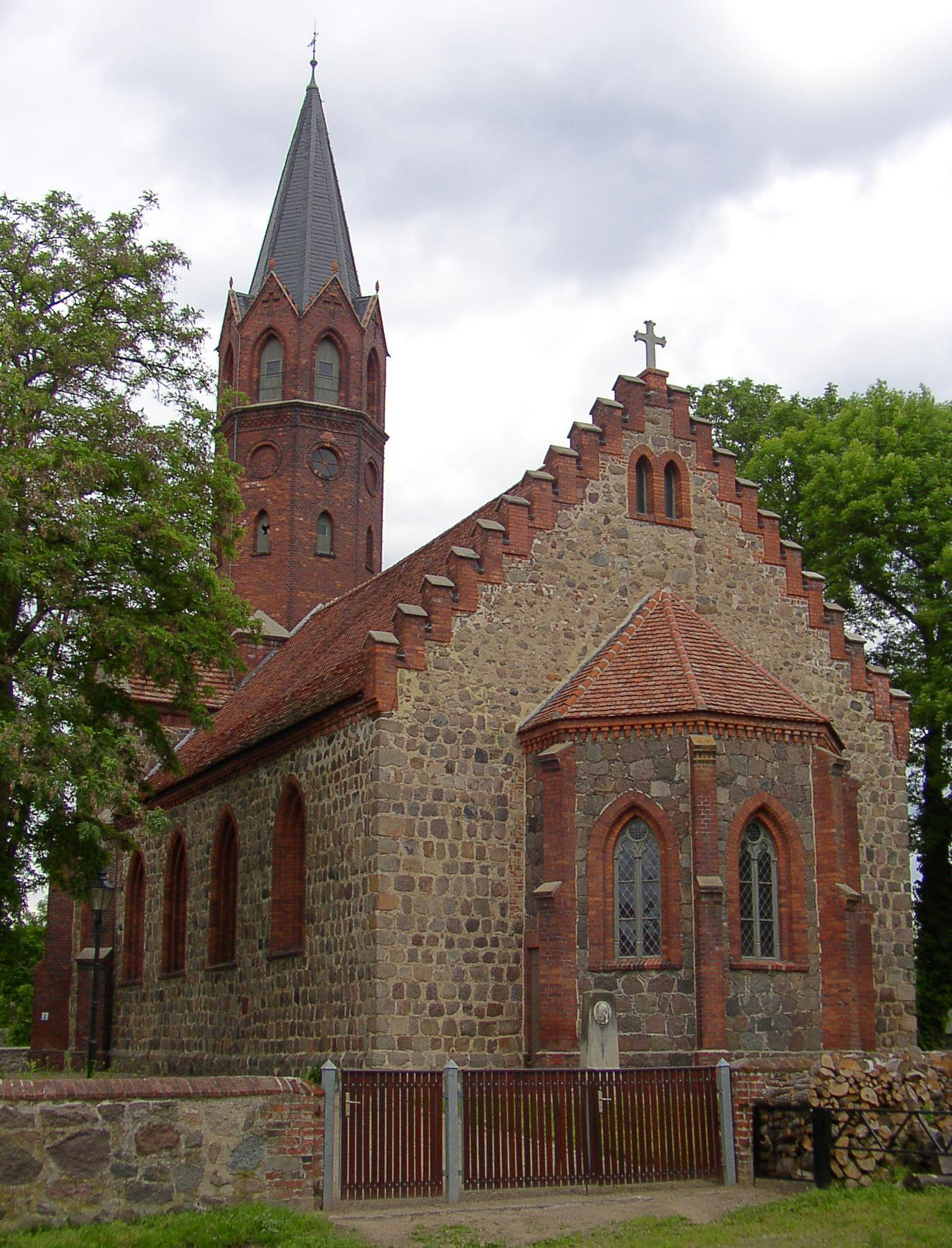
Stüler-Kirche in Altkünkendorf
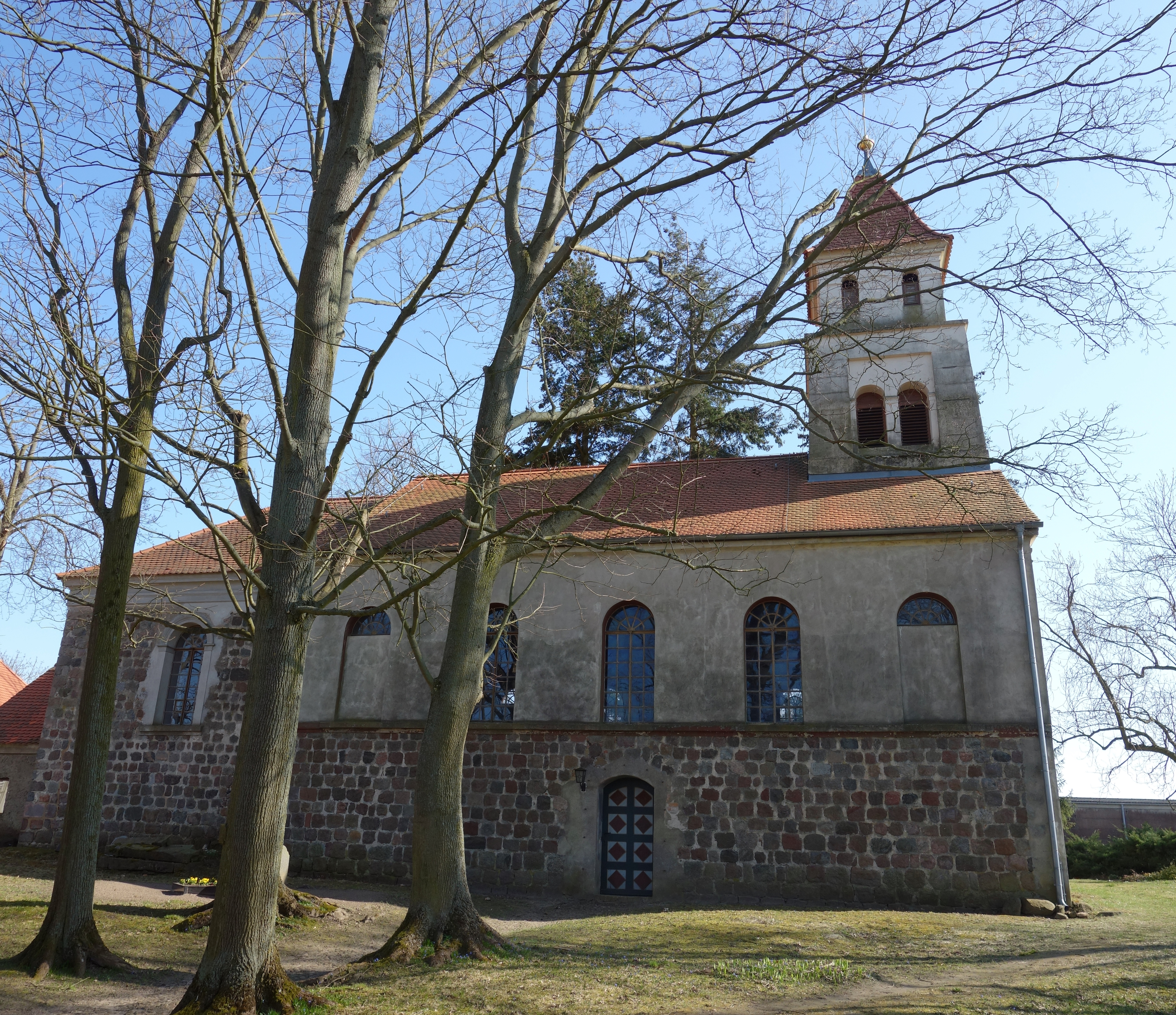
Dorfkirche Gellmersdorf
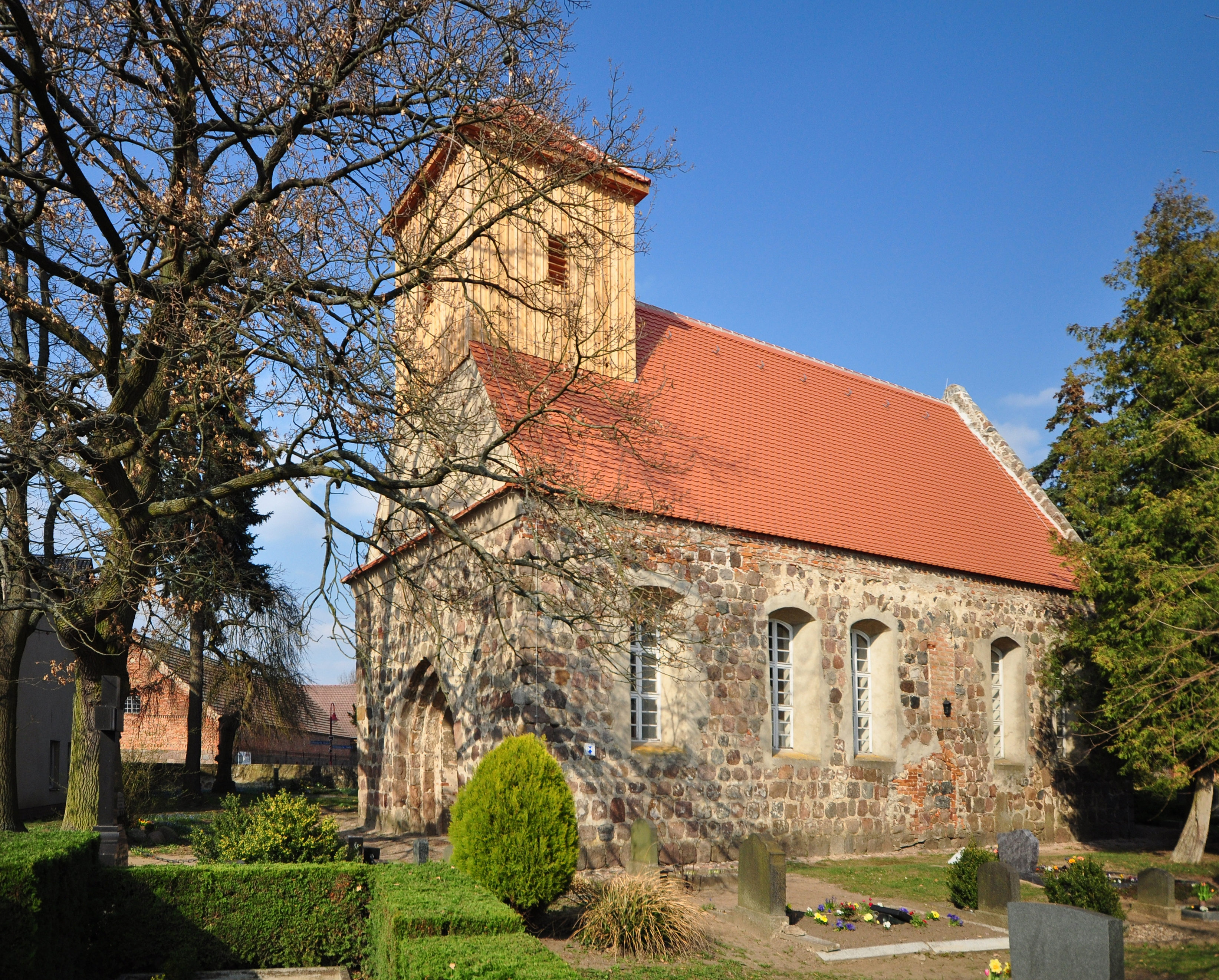
Dorfkirche Bölkendorf
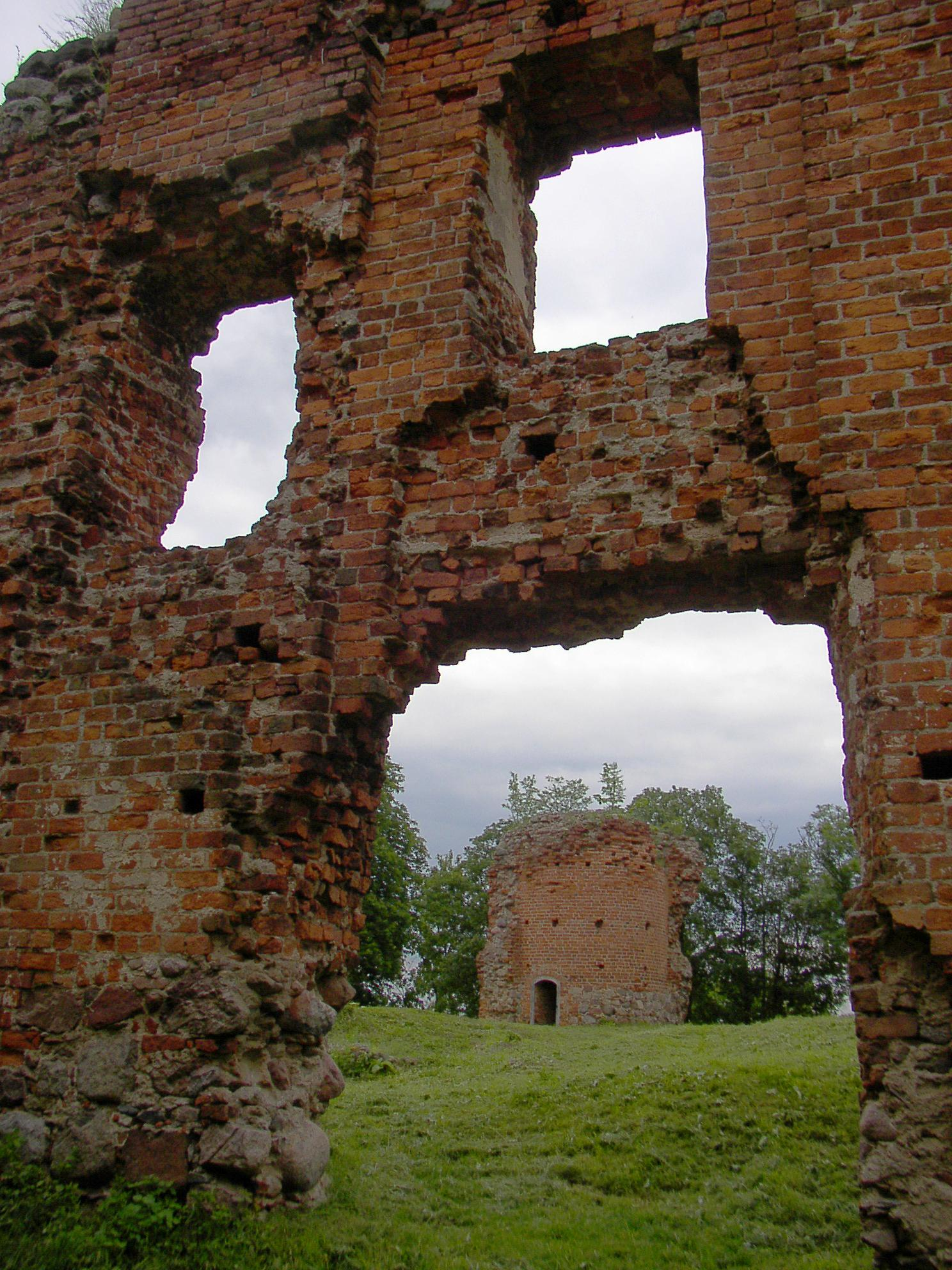
Ruine der Burg Greiffenberg in Günterberg

### Geschichtsdenkmale
- Zur Erinnerung an das nicht mehr erhaltene Seetor hat die Stadt einen behauenen Findling in Form des Tors sowie eine Informationstafel an der Seestraße/Ecke Wasserstraße aufgestellt. Ähnliche Findlinge erinnern an das Berliner Tor, das Schwedter Tor sowie das Prenzlauer Tor, die ebenfalls abgerissen wurden.
- Seit 1950 erinnert hinter den Gräbern von drei erhängten Kriegsdienstverweigerern auf dem Friedhof an der Schwedter Straße ein Denkmal an Widerstand und Opfer des Faschismus[46]
- Denkmal von 1964 auf dem ehemaligen jüdischen Friedhof auf einer Anhöhe östlich der Bundesstraße 198 nördlich des Ortsteils Günterberg, wo die jüdische Gemeinde Greiffenberg 1809 ihren Friedhof anlegte

### Museen
- Heimatmuseum Angermünde Hoher Steinweg 17/18[47]
- Franziskanerkloster, Teile der Sammlung des Heimatmuseums[48]
- Heimatstube und Schmiedemuseum Schmargendorf
- NABU-Informationszentrum Blumberger Mühle
- Fluginformationszentrum (FIZ) in Gellmersdorf
- Tatra-Galerie Riesebeck. Dieses private Museum zeigt Autos von Tatra.[49][50]

### Kulturelle Einrichtungen
- Kreiskulturhaus Angermünde, nach 1945 bis 1991[51]
- Stadtarchiv Angermünde, gegründet 1972[52]
- Stadtbibliothek Angermünde, gegründet 1946 als Stadt- und Kreisbibliothek[51]

### Naherholung
Der 1963 gegründete Tierpark Angermünde ist der einzige Zoo in der Uckermark. Er beherbergt auf einer Fläche von 7 ha etwa 250 Tiere in 45 Arten aus allen Kontinenten. Als Besonderheit gibt es hier alle sechs Kamelarten: Dromedar, Trampeltier, Guanako, Lama, Alpaka und Vikunja. Der Tierpark beteiligt sich am Europäischen Erhaltungszuchtprogramm (EEP) mit der Haltung von Vikunjas und Lisztäffchen.

### Regelmäßige Veranstaltungen

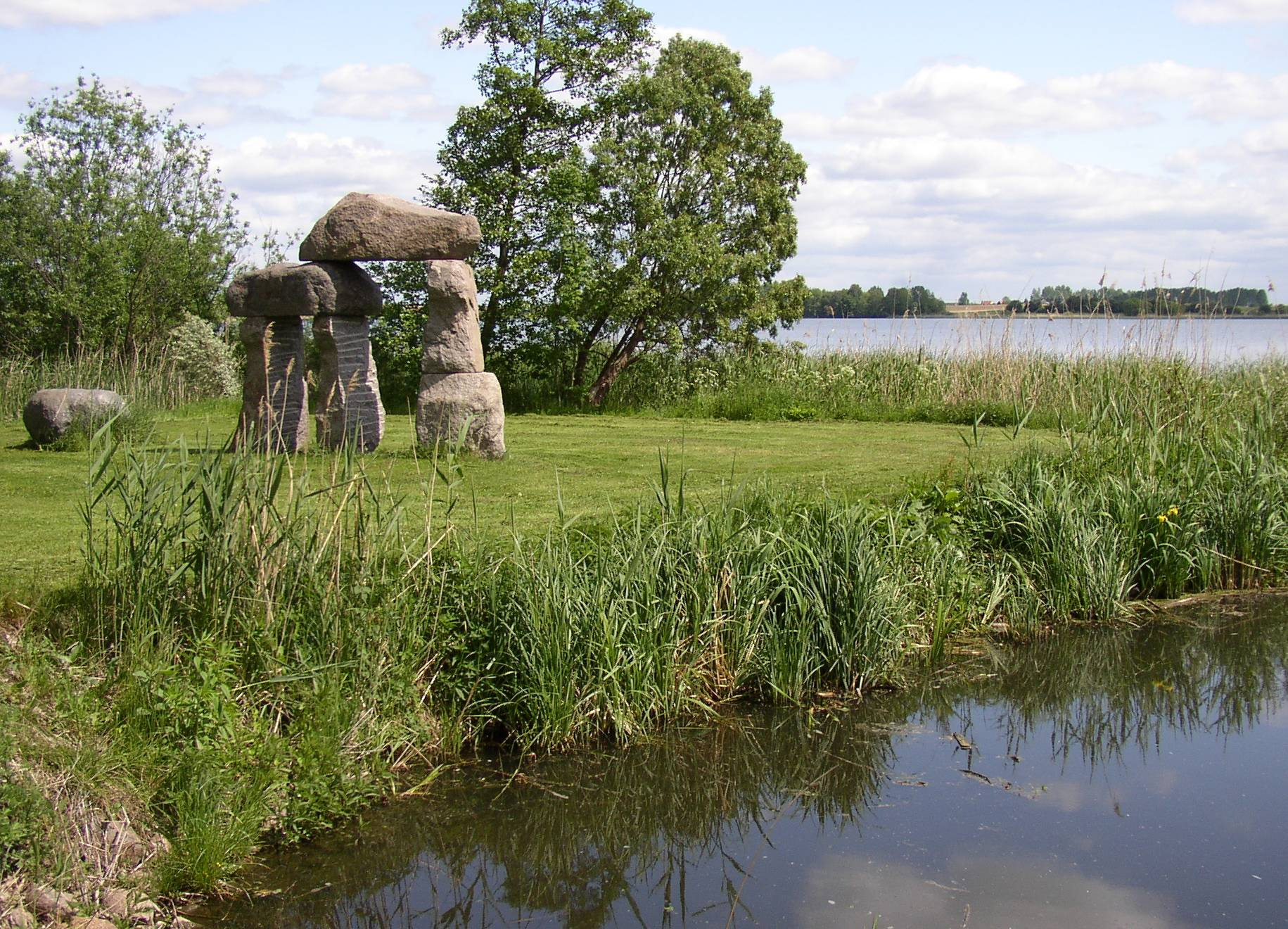
Skulpturen-Promenade am Mündesee

Auf Initiative des Altkünkendorfer Künstlers Joachim Karbe treffen sich seit 1991 alle zwei Jahre Bildhauer aus ganz Europa zum Angermünder Hartgesteinsymposium. Als Material für ihre Arbeiten verwenden die Künstler die uckermärkischen Findlinge. Die großen Granitsteine hinterließ die letzte Kaltzeit vor etwa 10.000 Jahren. Die Kunstwerke werden jeweils für zwei Jahre am Mündesee sowie inzwischen auch an verschiedenen Plätzen in der Altstadt und an der Mündeseepromenade ausgestellt.
- Uckermärkische Blasmusiktage – Volksfest jedes Jahr Anfang Juni
- Energie Open Air – Pop- und Rockfest im nahegelegenen Strandbad Wolletzsee im August (ca. 5000 Besucher jährlich)
- Angermünder Gänsemarkt – jährlich am zweiten Adventswochenende
- Kinderweihnachtsmarkt – (jährlich am dritten Adventswochenende)

## Wirtschaft und Infrastruktur

### Unternehmen

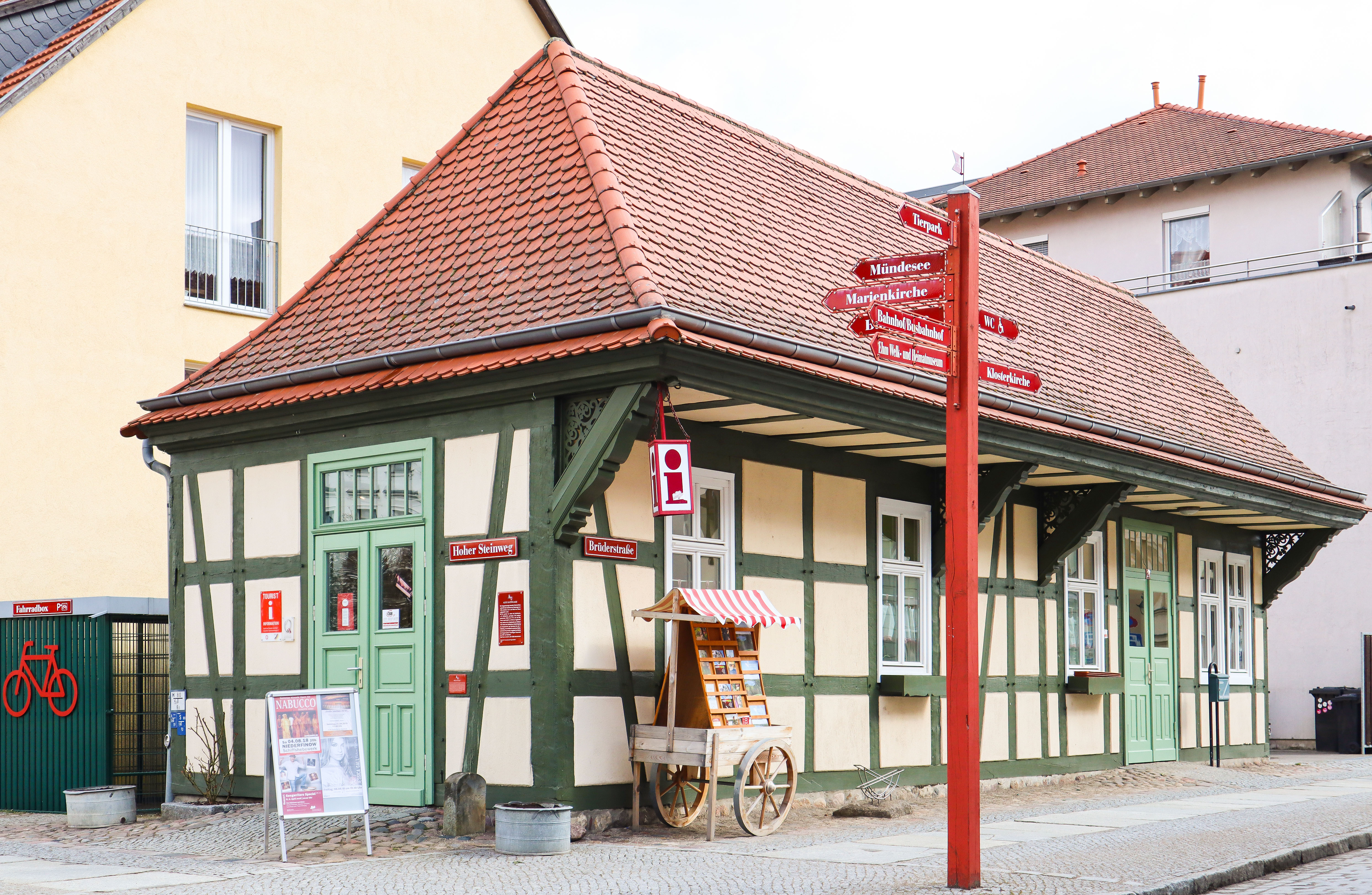
Touristinformation in der Ratswaage

In der Gegend zwischen Biesenbrow und Greiffenberg existierten mehrere Binnensalzstellen. Die dort betriebenen Salzsiedereien wurden wahrscheinlich im Dreißigjährigen Krieg (1618–1648) zerstört.
]
- Städtische Werke Angermünde GmbH
- Hemme Milch GmbH & Co KG mit Hofcafé

Obwohl die Stadt noch einige Betriebe der traditionellen Industrie beherbergt, setzt sie verstärkt auf den Tourismus. Die hohe Arbeitslosigkeit zwang viele Angermünder zur Abwanderung in wirtschaftsstärkere Gebiete Deutschlands.

### Verkehr

#### Straßenverkehr
Im Mittelalter kreuzten sich südlich des Mündesees drei Handelsstraßen: 1) Prenzlau–Gramzow–Oderberg, 2) Templin–Schwedt und 3) Berlin–Eberswalde–Welsefurt bei Stendell–Stettin. Die Verlegung Letzterer von Niederfinow nach Eberswalde anno 1317 stärkte auch Angermünde. Ab Anfang des 19. Jahrhunderts verlief die alte Heer- oder Poststraße Berlin–Stettin wieder über Schwedt, ein Abzweig band Stolpe an. 1826 eröffnete die Chaussee Berlin–Stettin, 1830 Angermünde–Prenzlau.
Durch Angermünde führen die Bundesstraßen B 2 nach Schwedt, B 158 nach Bad Freienwalde und B 198 von Joachimsthal nach Prenzlau. Die Landesstraße L 28 leitet nach Passow. Die Autobahnanschlussstellen Joachimsthal und Pfingstberg der A 11 Berlin–Stettin sind rund 16 beziehungsweise 19 Kilometer von der Kernstadt entfernt.
Mit dem Uckermärkischen Radrundweg, dem Radfernweg Berlin–Usedom und dem Oder-Neiße-Radweg ist die Stadt Angermünde an drei wichtige Radfernwege angebunden. Zuletzt wurde die Lücke im Radweg Berlin–Usedom zwischen den Blumberger Teichen sowie den Ortsteilen Görlsdorf und Peetzig Ende 2007 ausgebaut.

#### Bahnverkehr

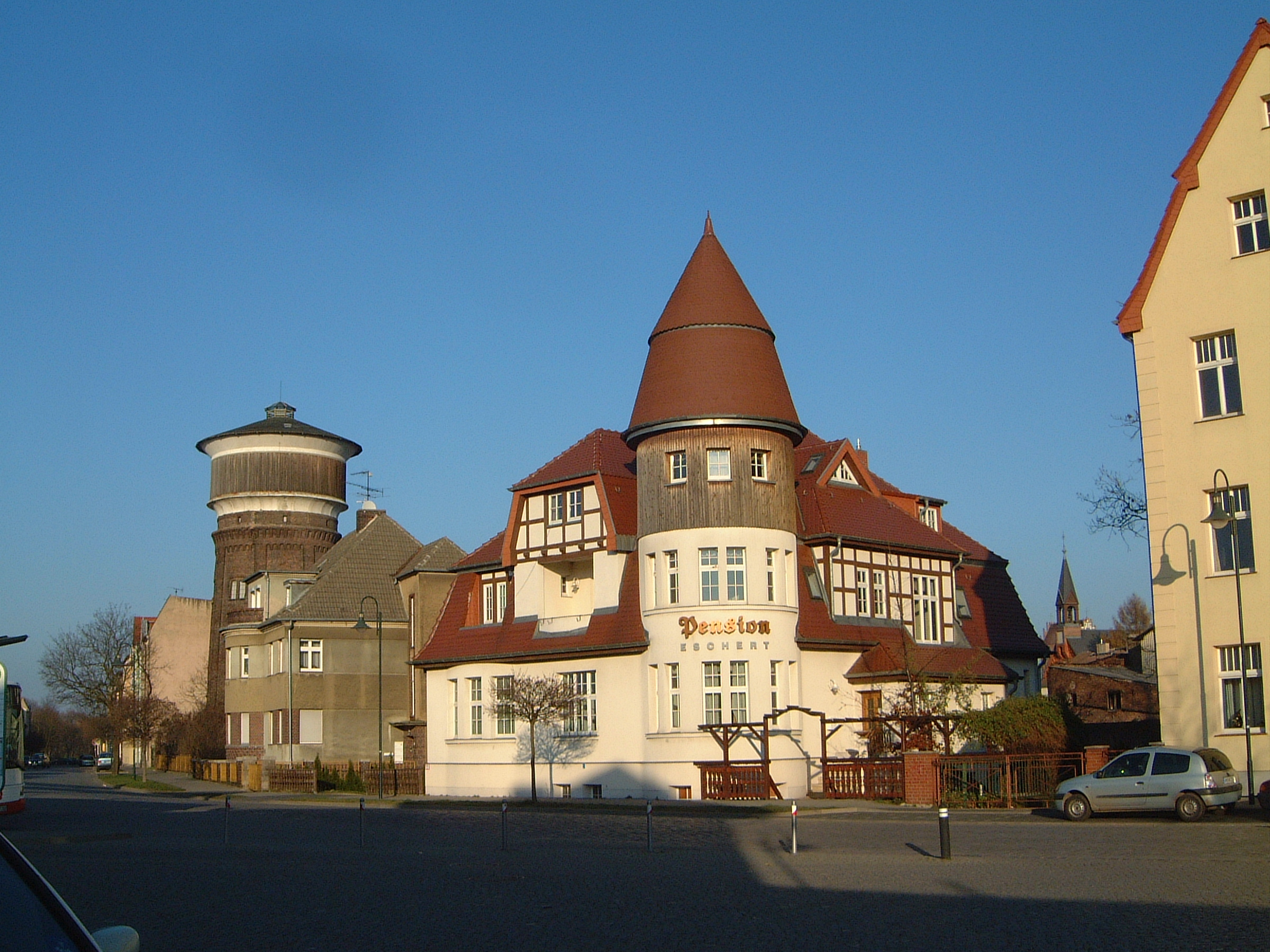
Bahnhofsvorplatz

Der Bahnhof Angermünde ist einer der wichtigsten Verkehrsknoten im Nordosten Brandenburgs. Bahnstrecken gehen von Berlin aus über die Angermünde-Stralsunder Eisenbahn nach Stralsund, über die Berlin-Stettiner Eisenbahn nach Stettin sowie über die Angermünde-Schwedter Eisenbahn nach Schwedt (Oder). Da die Strecke Richtung Stettin nicht elektrifiziert ist, müssen Reisende hier auf Dieselzüge umsteigen.
Die 30 Kilometer lange Bahnstrecke Angermünde–Bad Freienwalde wurde am 30. November 1997 stillgelegt. Überlegungen, sie touristisch mit Draisinen – wie Fürstenberg–Templin – zu nutzen, wurden verworfen.

#### Busverkehr
Der öffentliche Personennahverkehr wird unter anderem durch den PlusBus des Verkehrsverbund Berlin-Brandenburg erbracht. Folgende Verbindung führt, betrieben von der Uckermärkische Verkehrsgesellschaft, ab Angermünde:
- Linie 468: Angermünde ↔ Dobberzin ↔ Flemsdorf ↔ Criewen ↔ Zützen ↔ Schwedt/Oder

#### Schiffsverkehr
Das seit dem Hochmittelalter von Angermünde aus exportierte Getreide wurde über die Oder nach Stettin verschifft. Als nächstgelegener Hafen diente Stolpe. 1350 bekam erstere Stadt in Schwedt die Zollfreiheit zugesichert.

### Bildung

#### Schulen
- Gustav-Bruhn-Grundschule
- Puschkin-Grundschule
- Freie Draußenschule
- Freie Schule Angermünde: Vorschule, Grundschule und Oberschule
- Ehm-Welk-Gesamtschule
- Einstein-Gymnasium Angermünde
- Allgemeine Förderschule

#### Berufsschulen
- BSA Private Berufliche Schule Angermünde
- ABW Angermünder Bildungswerk
- Ergotherapieschule „Regine Hildebrandt“ Angermünde

### Medien
Vor Ort arbeitet eine Lokalredaktion der Märkischen Oderzeitung, der einzigen Tageszeitung der Region. Alljährlich erscheint als publizistischer Höhepunkt des ausklingenden Kulturjahrs ein von der Stadt herausgegebener Heimatkalender Angermünde.
Der in Prenzlau ansässige Lokalfernsehsender Uckermark TV (bis Januar 2011 TV Angermünde Lokal) sendet auch hiesige Lokalinformationen.

### Sport
- Angermünder FC
- TSG Angermünde (Volleyball, Boxen, Ju-Jutsu, Judo, Schach, Gewichtheben)
- Handballclub 1952 Angermünde
- Volleyball Club Angermünde
- Eisenbahner Sportverein 49 (Laufgruppe, Tischtennis)
- Paintballhof Angermünde
- weitere Vereine in den Ortsteilen

## Persönlichkeiten

### Ehrenbürger
- Ehm Welk (1884–1966), Schriftsteller, geboren im heutigen Angermünder Ortsteil Biesenbrow

### Söhne und Töchter der Stadt

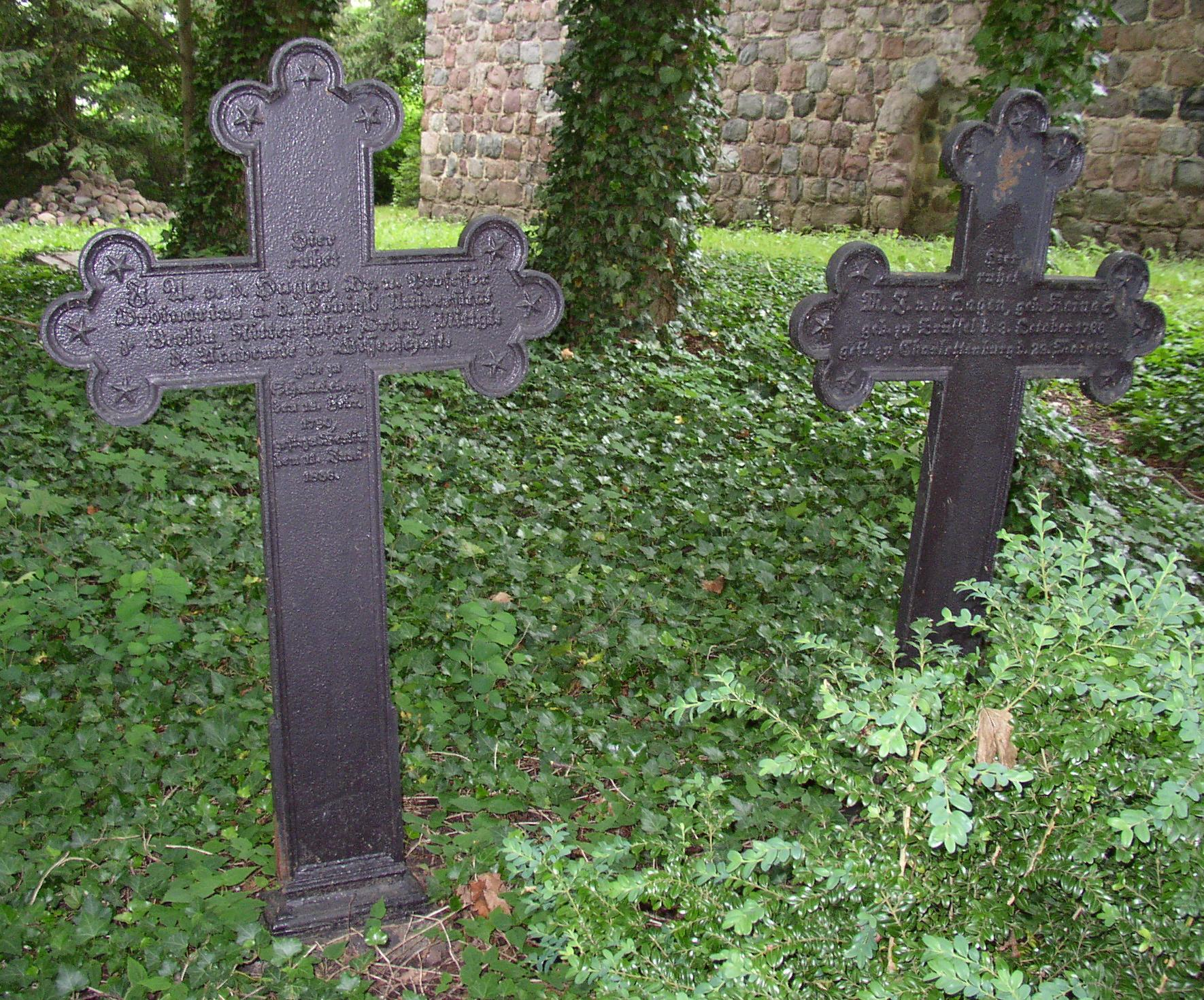
Friedrich Heinrich von der Hagens Grab in Schmiedeberg

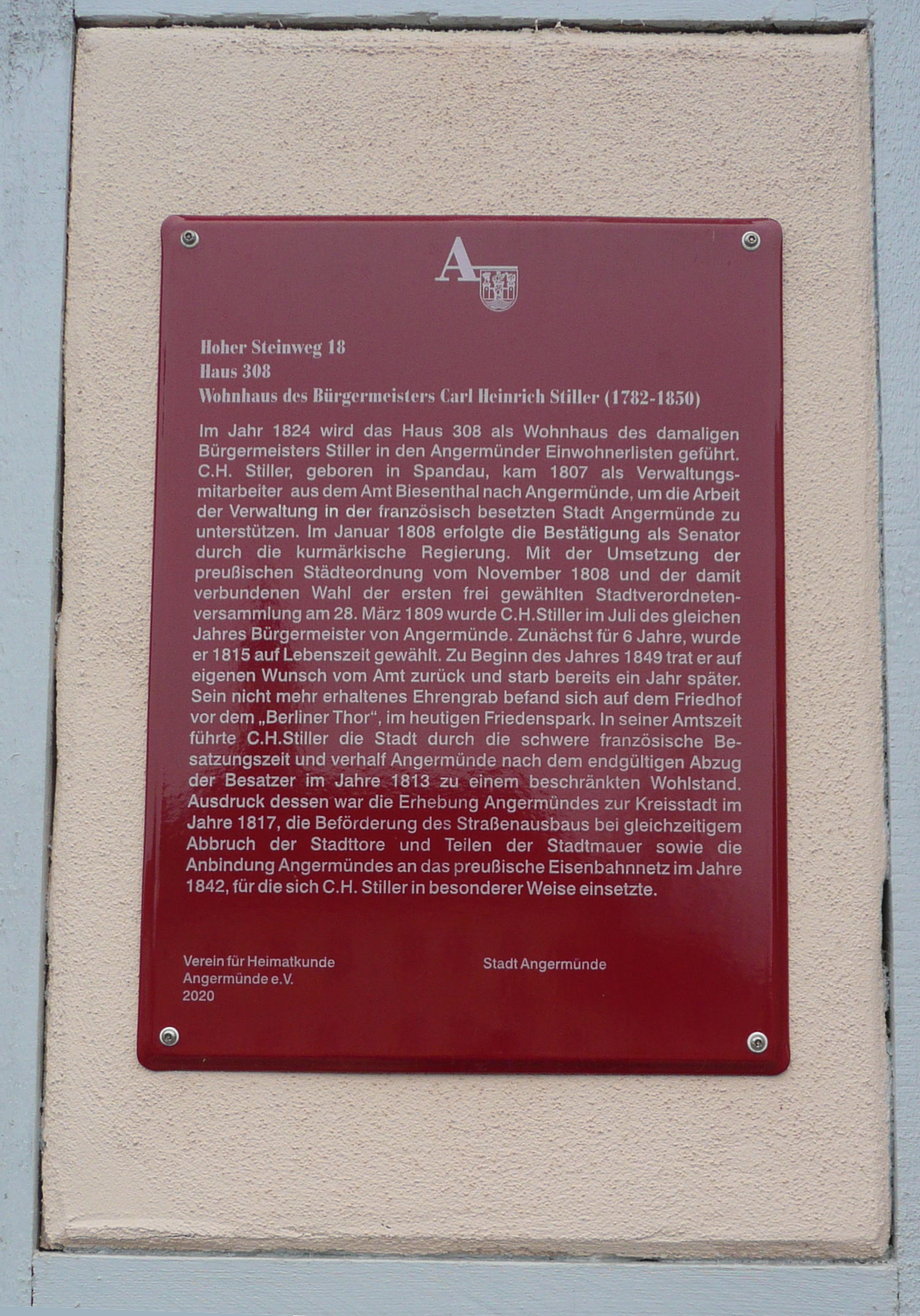
Carl Heinrich Stiller (1782–1850) 28. März 1809 bis 1849 Bürgermeister von Angermünde

- Tobias Magirus (1586–1652), Professor der Logik und Physik[56]
- Christian Ludwig von Kenitz (1724–1797), Generalleutnant, geboren auf Gut Wolletz
- Paul Erdmann Isert (1756–1789), Botaniker
- Jean-Pierre Guillaume Catteau-Calleville (1759–1819), Geograph in französischen Diensten
- Friedrich Heinrich von der Hagen (1780–1856), Germanist
- Carl Heinrich Stiller (1782–1850), vom 28. März 1809 bis 1849 Bürgermeister von Angermünde[57]
- Otto Wolff (1794–1877), im Ortsteil Altkünkendorf geborener evangelischer Geistlicher und Autor
- August Julius Streichenberg (1814–1878), Bildhauer
- Frederick Baumann (1826–1921), Architekt in Chicago
- Frieda Amerlan (1841–1924), Schriftstellerin
- Ferdinande Grieben (1844–nach 1920), Schriftstellerin
- Albert Manthe (1847–1929), Bildhauer
- Max Jenne (1848–1921), Apotheker, Unternehmer und Politiker, Abgeordneter in der Lübecker Bürgerschaft, geboren in Greifenberg
- Leopold von Buch (1850–1927), deutschkonservativer Abgeordneter im Preußischen Abgeordnetenhaus und im Preußischen Herrenhaus, geboren in Stolpe an der Oder
- Wilhelm Schleyer (1853–1936), Architekt[56]
- Otto Albrecht (1855–1939), evangelischer Pfarrer und Theologe
- Rudolf von Valentini (1855–1925), Politiker, Landrat, Chef des Geheimen Zivilkabinetts, in Crussow geboren
- Friedrich Wilke (1855–1939), Landtagsabgeordneter der Provinz Brandenburg sowie Amts- und Gemeindevorsteher der Gemeinde Reinickendorf
- Hermann Dietrich (1856–1930), Politiker (DNVP), Mitglied der Weimarer Nationalversammlung und des Reichstags, in Schmargendorf geboren
- Georg von Buch (1856–1924), Landrat des Kreises Angermünde und konservativer Abgeordneter des Preußischen Abgeordnetenhauses, geboren in Stolpe an der Oder
- Georg Knaack (1857–1905), klassischer Philologe und Gymnasiallehrer
- Hans Follmann (1863–1935), Ministerialbeamter
- Johannes Pundt (1864–1943), Radrennfahrer, geboren in Neuhaus
- Emil Sieg (1866–1951), Indologe und Tocharologe, geboren in Frauenhagen
- Max Dietrich (1870–1916), Kapitän des Norddeutschen Lloyd (NDL)
- Bruno Marwitz (1870–1939), Rechtswissenschaftler
- Louis Müldner von Mülnheim (1876–1945), Hofbeamter Kronprinz Wilhelms von Preußen
- Gustav Bruhn (1889–1944), Politiker (KPD), Widerstandskämpfer gegen den Nationalsozialismus
- Hans-Erich Voss (1897–1969), Vizeadmiral im Zweiten Weltkrieg
- Paul Harpe (1902–1983), Politiker (NSDAP)
- Arthur Seedorf (1903–1986), Maler und Grafiker
- Adalbert Loeschke (1903–1970), Mediziner
- Günter Reimann (1904–2005), Ökonom und Journalist
- Hans Henschke (1908–1987), SS-Führer
- Fritz Göhring (1909–1948), Maler, geboren in Linde
- Wolfgang Heinze (1911–1945), Widerstandskämpfer gegen den Nationalsozialismus
- Gerhard Tackmann (1911–1989), Politiker (SPD), Abgeordneter im Landtag von Schleswig-Holstein, geboren in Bölkendorf
- Heinrich Borgmann (1912–1945), Adjutant von Adolf Hitler
- Hans Joachim Leidel (1915–1962), Arzt und Schriftsteller
- Karl-Heinz Krause (1924–2019), Bildhauer
- Dagobert Krause (1926–2009), Gewerkschafter
- Hans-Julius Schroeder (1930–2020), Politiker (CDU), Abgeordneter in der letzten Volkskammer
- Karin Jeltsch (1935–2017), Politikerin (CDU), MdB
- Bärbel Wachholz (1938–1984), Schlagersängerin
- Manfred Losch (1938–2009), Hammerwerfer
- Sabine Schröder (* 1942), Politikerin (SPD), Abgeordnete im Schleswig-Holsteinischen Landtag
- Wolfgang Merzenich (1942–2012), Informatiker
- Hartmut Losch (1943–1997), Diskuswerfer
- Hartmut Ehrig (1944–2016), Informatiker
- Marion Lau (* 1947), Politikerin (SPD), Mitglied des Landtags von Niedersachsen
- Gerlinde Stobrawa (1949–2024), Politikerin (Die Linke), Mitglied des Landtags Brandenburg, in Altkünkendorf geboren
- Joachim Henning (* 1951), Mittelalterarchäologe
- Angelika Noack (* 1952), Ruderin
- Jörg Hammer (1958–2019), Geologe und Hochschullehrer
- Klaus-Dieter Schulz (* 1961), Handballspieler
- Maik Heydeck (* 1965), Boxer
- Thomas Barz (* 1966), Wirbelsäulenchirurg
- Hardy Kettlitz (* 1966), Journalist, Verleger, Sachbuchautor und Musiker
- Julia Jäger (* 1970), Schauspielerin

### Mit der Stadt verbundene Persönlichkeiten
- Eugen von Röder (1808–1888), Landrat in Angermünde
- Alexander von Buch (1814–1885), Landrat in Angermünde
- Wolf-Hugo Just (1940–2013), 1989 erster frei gewählter Bürgermeister[58]
- Christian Uhlig (* 1944), Bildhauer, lebt in Angermünde
- Wilfried Bergholz (* 1953), Schriftsteller, lebt in Gellmersdorf
- Diana Golze (* 1975), Politikerin (Die Linke), wuchs in Angermünde auf